# Ceuta
Ceuta es una ciudad autónoma española, situada en la península tingitana, en la orilla africana del estrecho de Gibraltar, en su lado oriental. Está bañada por las aguas del mar Mediterráneo, mientras que al oeste y suroeste limita con Marruecos.  Su población es de 83 229 habitantes (INE 2024). Con una extensión superficial de 18,5 km², tiene una densidad de 4498,86 hab/km², en la que conviven ciudadanos de diferentes culturas y religiones: principalmente la cristiana y la musulmana y en menor medida la judía y la hindú. Las zonas urbanizadas se sitúan en el istmo y en parte del campo exterior. El centro urbano y los barrios más antiguos se localizan cerca del puerto y por la ladera del monte Hacho, en una pequeña península conocida como Almina.
Gracias a su situación estratégica, el puerto de Ceuta tiene un importante papel en el paso del estrecho, así como en las comunicaciones entre el mar Mediterráneo y el océano Atlántico. Debido a la accidentada orografía y la escasez de agua, de energía y de materias primas, tanto el sector primario, con excepción de la pesca, como el secundario tienen un escaso peso en la economía. Asimismo, el sector de la construcción está muy restringido, debido a la carestía de suelo. No obstante, Ceuta tiene el estatus de puerto franco y una serie de ventajas fiscales que favorecen el comercio. Su frontera terrestre la separa del Rincón-Castillejos y de la provincia de Fahs-Anyera, ambas pertenecientes a la región de Tánger-Tetuán-Alhucemas.
La ciudad de Ceuta se constituyó como ciudad autónoma en 1995, a pesar de que la Constitución española de 1978 reconoce su derecho a constituirse en comunidad autónoma, en su Disposición Transitoria Quinta. No obstante, a nivel de educación superior, depende de la Universidad de Granada desde los años 1940, judicialmente está adscrita a la demarcación del Tribunal Superior de Justicia de Andalucía, Ceuta y Melilla, con sede en Granada, y eclesiásticamente se encuadra dentro de la diócesis de Cádiz y Ceuta.

## Etimología
El origen del nombre de Ceuta puede remontarse a la designación dada por los romanos a los siete montes de la región (Septem Fratres). De Septem > Septɘ > Sebta > Ceuta.
Los geógrafos e historiadores de la Antigüedad no citan el topónimo de la población pero uno de ellos, Pomponio Mela, daba noticia de las peculiaridades orográficas del oeste de la Almina con sus siete montículos simétricos calificados como Siete Hermanos. Por su semejanza fonética se piensa que del numeral Septem (arabizado como Sebta) derivó el topónimo de Ceuta.

## Historia

### Prehistoria y Antigüedad

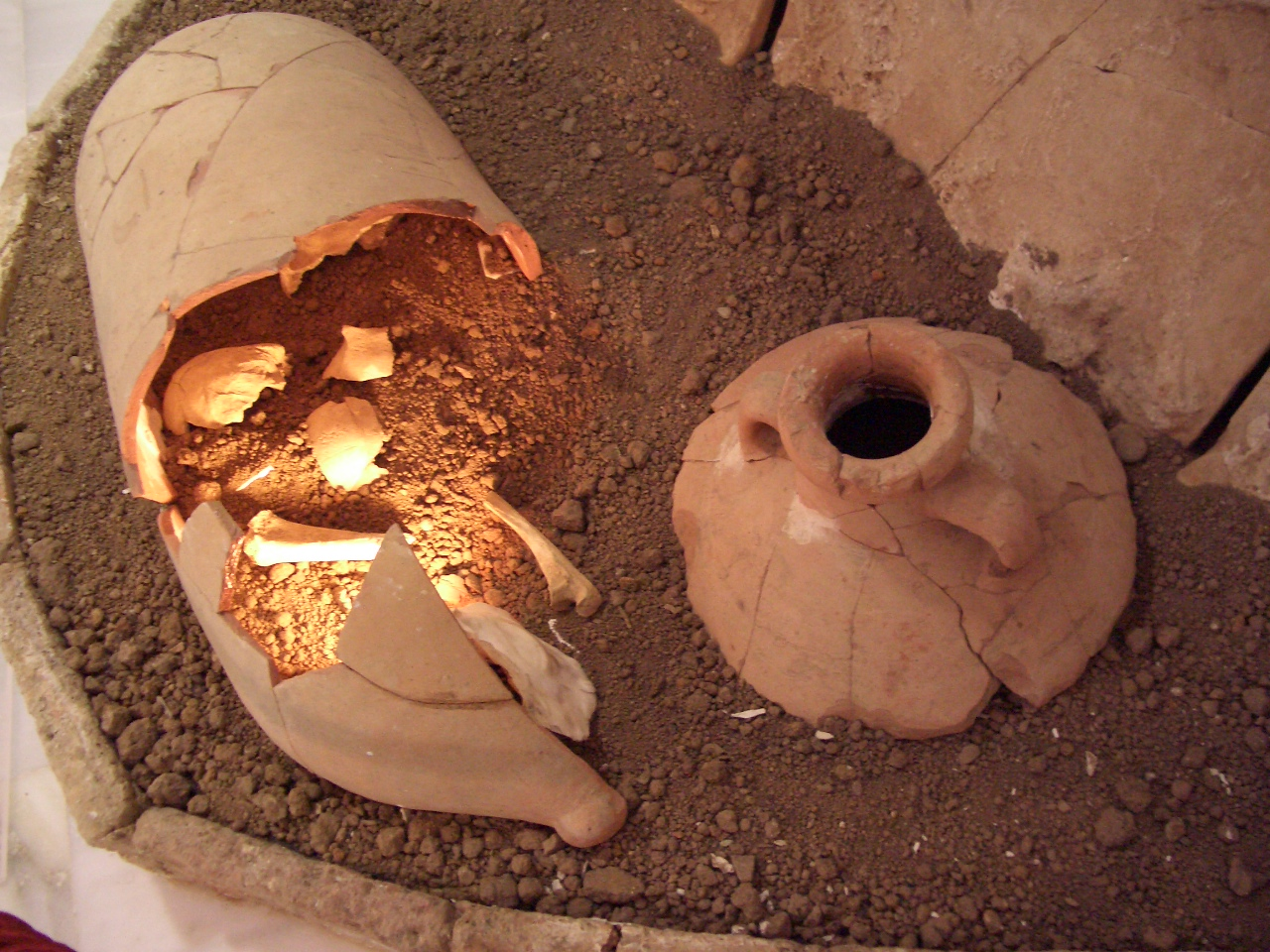
Restos de la basílica paleocristiana

Los primeros vestigios de la presencia humana en Ceuta datan del 250 000 a. C. En el siglo VII a. C. se produjeron asentamientos fenicios en el promontorio de la catedral y fundaron la ciudad con el nombre de Abyla. Después fue ocupada por griegos focenses, que la renombraron como Hepta Adelphoi.
En 319 a. C., Cartago se adueñó de la ciudad, que pasaría a ser un dominio púnico. En 201 a. C., con la rendición de Cartago al final de la segunda guerra púnica, la ciudad es cedida al Reino de Numidia. En 47 a. C., esta pasará a dominio mauritano. En el año 40 d. C., Calígula se anexiona el reino, que formará parte del Imperio romano, dentro de la provincia de Mauritania Tingitana, aunque fue en el año 42, ya con Claudio en el trono imperial, cuando la ciudad pasó a control de las autoridades romanas.

### Edad Media
Tras cuatro siglos de dominación romana, la ciudad cae en 429 en poder de los vándalos, liderados por su rey Genserico. En 534, el general bizantino Belisario reconquista Septem, en las campañas en el norte de África de la Recuperatio Imperii emprendidas por el emperador Justiniano. Y desde la ciudad organiza la conquista de las costas de Malaca y la provincia de Spania. La dominación fue breve, cayendo de nuevo en manos visigodas tras la retirada de los bizantinos.[cita requerida] En el año 675, el rey visigodo Wamba quemó 270 naves enemigas cuando volvió a tomar la ciudad, e instaló un conde leal a su reino.

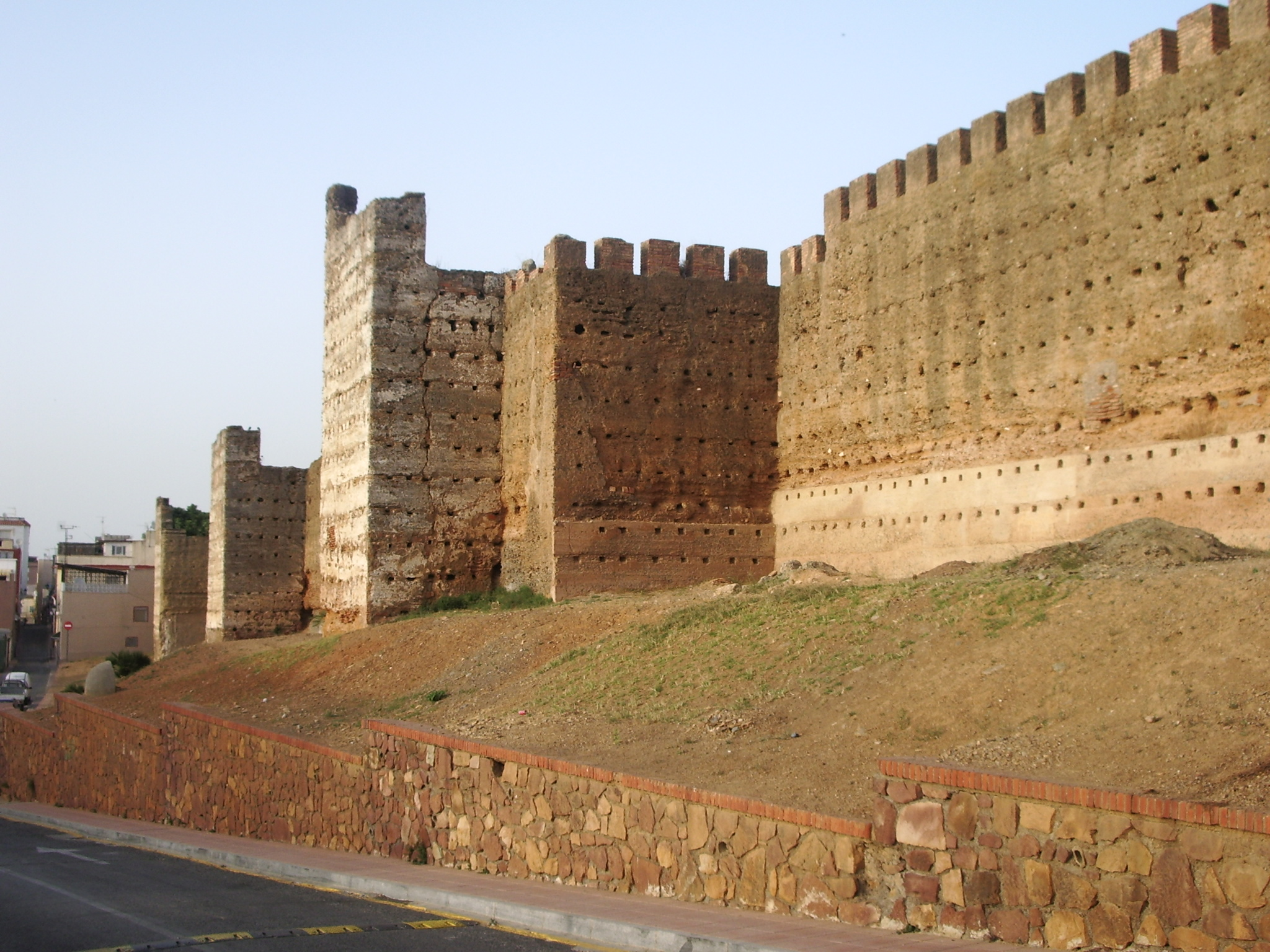
Murallas meriníes

En 709 el conde Julián de Ceuta cambia de lealtades por el califato Omeya. De hecho, fuentes arábigas hablan de la traición del conde como una de las causas de la derrota en 711 del reino visigodo. En 788, fue invadida por el emirato Idrisí. En 931, el califa omeya Abderramán III conquista la ciudad para el califato cordobés. No mucho después sufrió la división del Califato en Reinos de Taifas. En 1024 Ceuta permanece bajo el dominio de la taifa de Málaga. En 1061 Suqut al-Bargawati proclama la Señoría Independiente (Taifa de Ceuta), pero en 1084 los almorávides, dirigidos por Yusuf ibn Tasufin conquistan la ciudad. En 1147 los almohades la ocupan.
En 1227 tiene lugar el martirio de San Daniel y sus compañeros. En el año 1232 la ciudad es capturada por la Taifa de Murcia, aunque su dominio fue bastante corto, ya que en 1233 Ceuta era una ciudad independiente. También breve fue el periodo de independencia ceutí, ya que en 1236 los benimerines la ocupan, para en 1242 ser de nuevo conquistada, esta vez por los hafsíes. En 1249 la dinastía de los azafíes se hace con el poder en Ceuta. Según el Tratado de Monteagudo de las Vicarías (1291, entre Castilla y Aragón), la ciudad queda en la zona de influencia de Castilla. En 1305, siendo parte del Reino nazarí de Granada, la ciudad entra en el juego de la política mediterránea de Castilla.
Sin embargo, en 1309 es conquistada por los benimerines con ayuda aragonesa. En los años siguientes los benimerines tuvieron que defender la ciudad frente al Reino de Granada. En 1310 los azafíes vuelven a tomar el control sobre la ciudad. En 1314 los benimerines la recapturan. En 1315 los azafíes vuelven a tomar el control sobre la ciudad. En 1327 es tomada por los benimerines. Hacia 1384 el reino de Granada la captura, no obstante la ciudad es sitiada y a pesar de los refuerzos, los benimerines vuelven a hacerse con la ciudad finalmente en 1386.

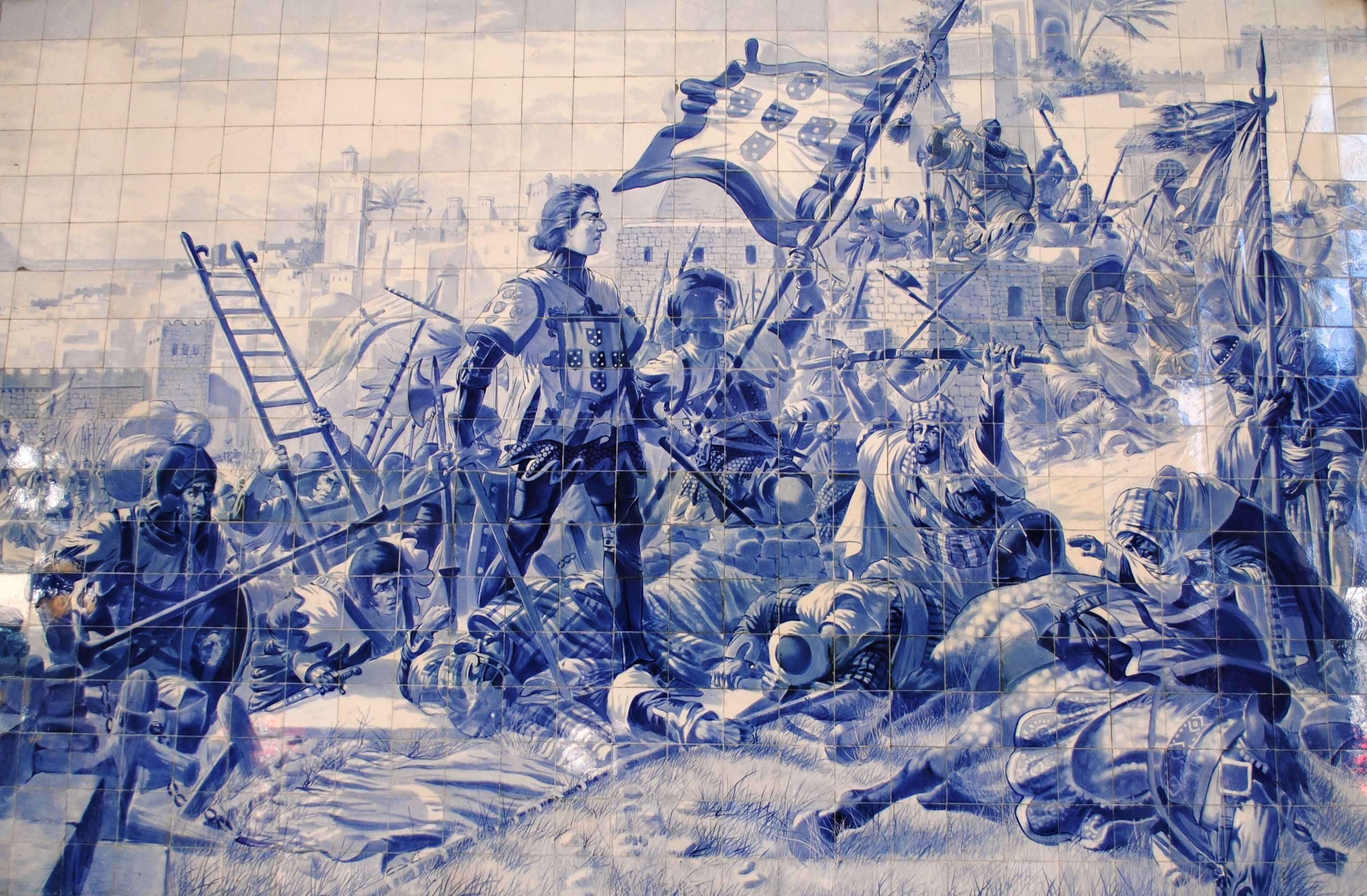
Azulejos conmemorativos de la toma de Ceuta por el infante Don Enrique en la estación de Porto-São Bento, en Oporto

En 1415, el rey Juan I de Portugal, con sus hijos Eduardo, Pedro y Enrique el Navegante, emprende en la zona la primera aventura ultramarina de ese país europeo. El 21 de agosto de ese año desembarcan en las actuales playas de San Amaro, salen victoriosos de la batalla de Ceuta y conquistan la ciudad, lo que dispara los proyectos de conquista territorial de Enrique. Ante los despropósitos de varios capitanes para hacerse cargo de la ciudad tras la conquista, Pedro de Meneses, primer conde de Vila Real se presentó ante el rey y con un palo llamado Aleo (con el que se hacía un juego muy popular de la época) promulgó tal himno: «Señor, con este palo me basto para defender a Ceuta de todos sus enemigos» a la pregunta de Juan I de Portugal de si era lo suficientemente fuerte para hacerse cargo de tal responsabilidad. Pedro de Meneses fue designado primer gobernador y capitán general de la ciudad. El famoso Aleo se conserva actualmente en el Santuario de Nuestra Señora de África y ha ido pasando de mano en mano a través de todos los generales que acceden al mando de la plaza jurando defender la ciudad tal como citó Pedro de Meneses. Tras un tratado con el Reino de Fez, éste reconoce Ceuta como portuguesa. La ciudad fue reconocida como portuguesa por el Tratado de Alcáçovas y el Tratado de Tordesillas.

### Edad Moderna

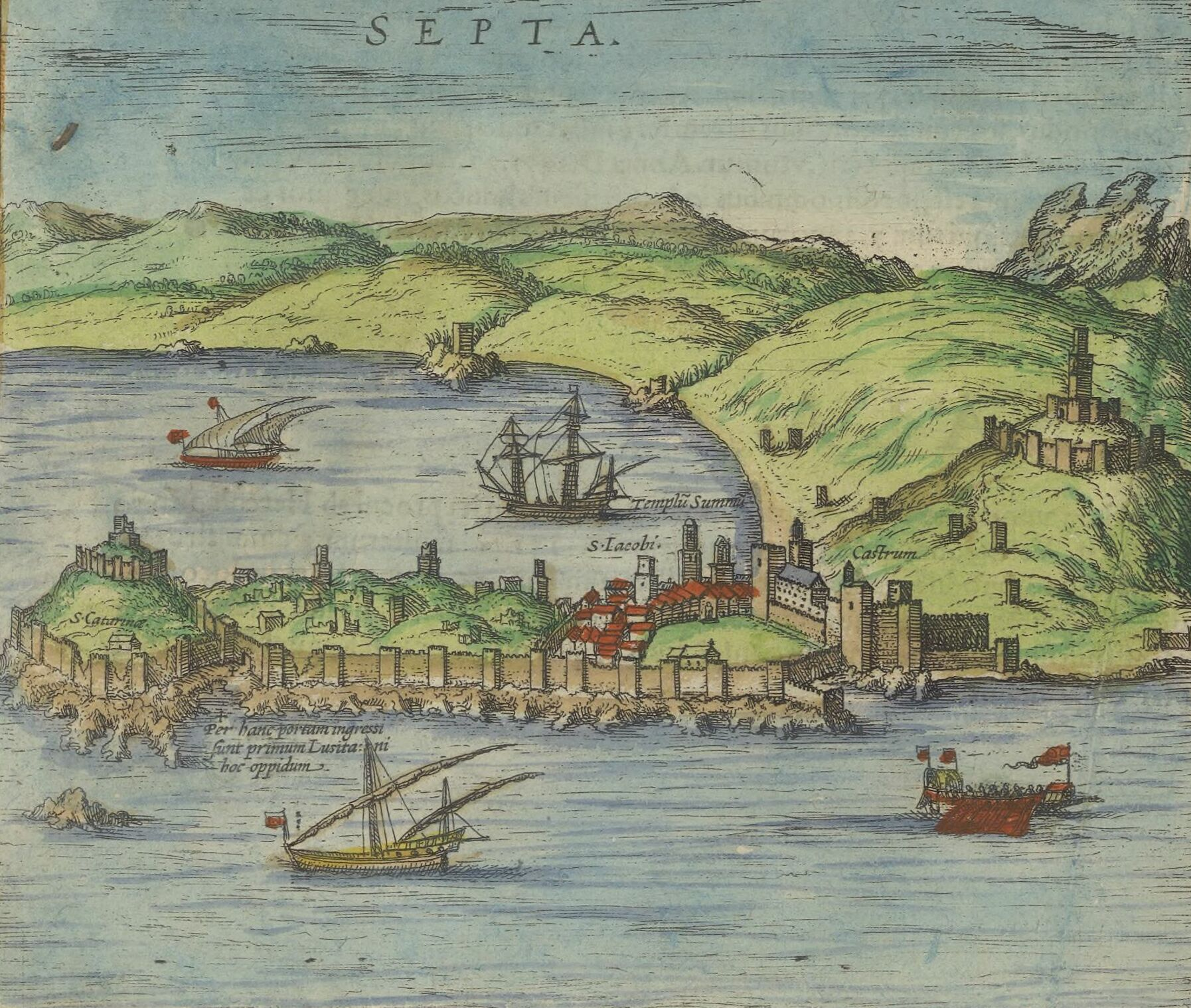
Ceuta en la segunda mitad del (Civitates Orbis Terrarum)

Tras la muerte del rey Sebastián I de Portugal en 1578, el Reino de Portugal tras una crisis sucesoria se incorporó a la Monarquía Hispánica en 1580. En 1640 Ceuta no sigue a Portugal en su secesión, prefiriendo mantenerse bajo la soberanía de Felipe IV, pero decide mantener las armas de Portugal en su escudo y en su bandera. En 1656 se concede a la ciudad Carta de Naturaleza y añade el título de Fidelísima a los que ya ostentaba de Noble y Leal. En 1668 el Tratado de Lisboa firmado entre España y Portugal reconoce la soberanía española sobre Ceuta.
Una vez asegurado en el poder y aprovechando el caos en que bulle la península ibérica, Mulay Ismaíl dirige sus miras a desalojar de la costa africana a los españoles y les toma San Miguel de Ultramar (La Mamora) y Larache (al-Arais) e intenta apoderarse de Ceuta. Entre 1694 y 1724 se produce el asedio a Ceuta del sultán de Marruecos. En 1704, tras ser cercada por tierra, Ceuta resiste a la Marina Real británica que tomó Gibraltar. Los marroquíes atacan la ciudad por tierra mientras una flota anglo-neerlandesa cañonea e intenta el desembarco en la ciudad. Los marroquíes asediaron la ciudad en 1732, 1757 y 1790-1791.

### Edad Contemporánea

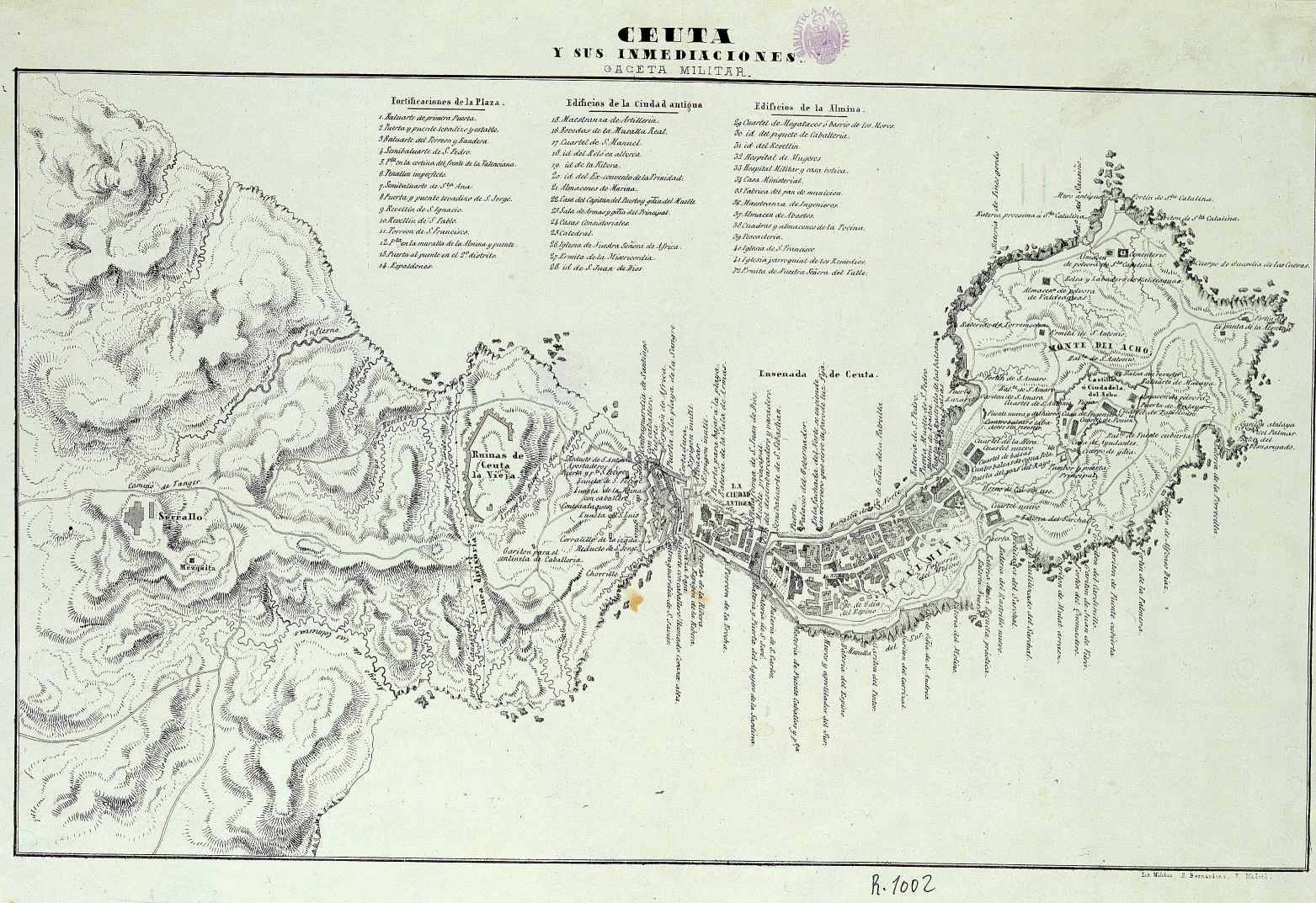
Plano de Ceuta en el

En 1812 la Junta de la ciudad se convierte en el Ayuntamiento constitucional. Entre 1859 y 1860 tiene lugar la guerra de África y la ampliación de la ciudad. En 1912 se suprime el Penal y se crea el protectorado español de Marruecos en su zona norte (el protectorado sur, que limitaba con el Sahara al sur y el protectorado francés al norte, es lo que se conoció como territorio de Tarfaya). El 21 de enero de 1932 se publica una Orden que determina que a efectos jurídicos y de pleitos el ayuntamiento de Ceuta se entenderá formar parte de la provincia de Cádiz, pero esto no quitará que Ceuta adquiera ciertas administraciones de carácter provincial como Juntas de Sanidad, entidad que tenían hasta entonces todas las capitales de provincia.

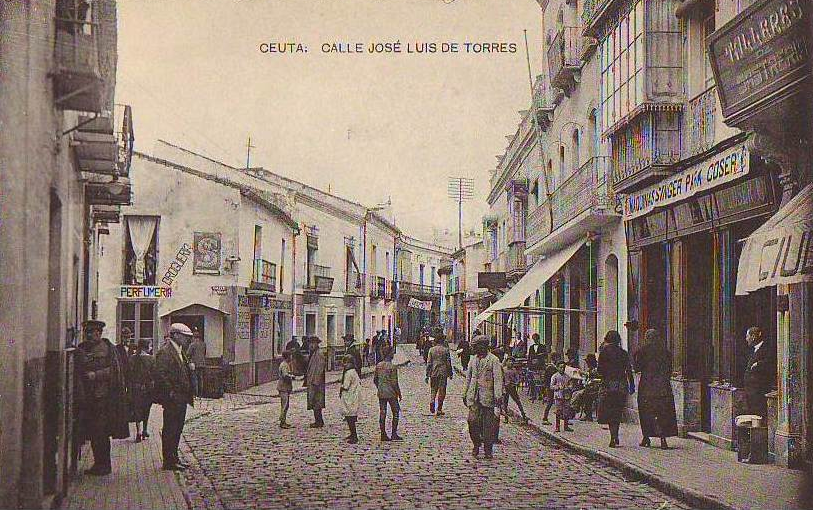
Ceuta a comienzos del

#### La Guerra Civil y la dictadura
En 1936 comenzó la Guerra Civil. La sublevación, llevada a cabo por tropas de Juan Yagüe, teniente coronel de la Legión, se impuso en Ceuta en la madrugada del 17 al 18 de julio, sin encontrar gran resistencia. No obstante, en los primeros días de julio de 1936, en el cuartel del Batallón de Cazadores del Serrallo N.º 8 (actual campus universitario), se preparó un complot para atentar contra la vida de Franco, complot de cabos y soldados que fue descubierto. Estos y otros militares progubernamentales además de personalidades del Frente Popular, como el alcalde, Antonio López Sánchez-Prado, fueron posteriormente fusilados tras ser sometidos a juicios sumarísimos. Ceuta tuvo gran importancia en los primeros meses de la contienda, como punto de paso del Ejército del Norte de África en la ocupación de la España peninsular. El 21 de enero de 1937 Ceuta fue bombardeada por la aviación republicana, en especial el mercado, con el resultado de 36 muertos, según el parte franquista. El 12 de julio de 1939, la corporación municipal presidida por Fernando López Canti, nombra a Franco hijo adoptivo y predilecto de la ciudad y Alcalde honorario perpetuo.
Hasta la independencia de Marruecos, a mediados de la década de los cincuenta, la economía de Ceuta permanece muy vinculada al protectorado. En 1956 llega la independencia de Marruecos con el fin del Protectorado y Ceuta sirve como base de repliegue de las fuerzas que estaban destinadas en el Rif. Con la reconversión pesquera de los años 1960 desaparecen las modalidades tradicionales, así como las industrias conserveras de pescado, aunque se mantiene la captura en almadrabas, destinándose la mayor parte de la misma a la exportación. El cierre de la verja de Gibraltar en 1969, junto con las especiales características fiscales de Ceuta, hace que proliferen establecimientos especializados en la venta de productos de importación, acudiendo numerosos viajeros, relanzándose las líneas de comunicación con Algeciras. 
Desde su independencia, Marruecos reclama pertinazmente la soberanía sobre las ciudades españolas de Ceuta y Melilla, pretensión que España siempre ha rechazado. Este conflicto ha sido un punto de continuas desavenencias en la relación entre ambos países

#### La monarquía de Juan Carlos I
En 1978 la Constitución Española, como otras anteriores, la reconoce como territorio componente de la nación española, integrándola en el nuevo modelo de organización territorial, con la previsión de la posibilidad de constituirse en comunidad autónoma. En 1995 se promulga el Estatuto de Autonomía de la ciudad. Ceuta, junto con Melilla, alcanzan el estatus de ciudad autónoma. Es entonces cuando Ceuta se independiza totalmente de la provincia de Cádiz. El 5 de noviembre de 2007 fue visitada por Juan Carlos I y Sofía de Grecia. Hacía ochenta años que un monarca español no visitaba oficialmente Ceuta.

#### Pretensión territorial marroquí
Desde la década de 1970 el Gobierno de Marruecos ha reivindicado la inclusión en su territorio de Melilla y Ceuta, así como las plazas de soberanía limítrofes con el territorio marroquí. El Gobierno de España nunca ha establecido negociaciones de ningún tipo, ya que considera a Ceuta, Melilla y las plazas parte del territorio nacional español. Del mismo modo la mayoría de los españoles también considera que las dos ciudades son españolas. Sin embargo, en 1979 el rey Juan Carlos admitió en un encuentro que mantuvo en el Palacio de la Zarzuela con el senador estadounidense Ed Muskie, enviado personalmente por el presidente de Estados Unidos, Jimmy Carter, la posibilidad de ceder Melilla a Marruecos y poner a Ceuta bajo un protectorado internacional. El estatus de Ceuta y Melilla ha suscitado, fundamentalmente por parte de medios británicos y marroquíes, y por el mismo gobierno de Marruecos, comparaciones con el reclamo territorial por España de Gibraltar. Tanto el Gobierno español, como Ceuta y Melilla, y sus habitantes, rechazan estas comparaciones basados en que Melilla y Ceuta son partes integrantes de España desde antes de la existencia del reino marroquí que no es otro que el Sultanato de Marruecos en el siglo XVII, mientras que Gibraltar es un territorio británico de ultramar, o colonia, habiéndose establecido tal estatus en el Tratado de Utrecht que es el que lo puso bajo la tutela del Reino Unido sin que nunca haya sido parte integrante del Reino Unido. Gibraltar, al contrario que Ceuta, Melilla y las plazas de soberanía, se encuentra en la lista de territorios a descolonizar. Marruecos, sin embargo, desestima estos argumentos amparado en la idea nacionalista del Gran Marruecos.

## Geografía

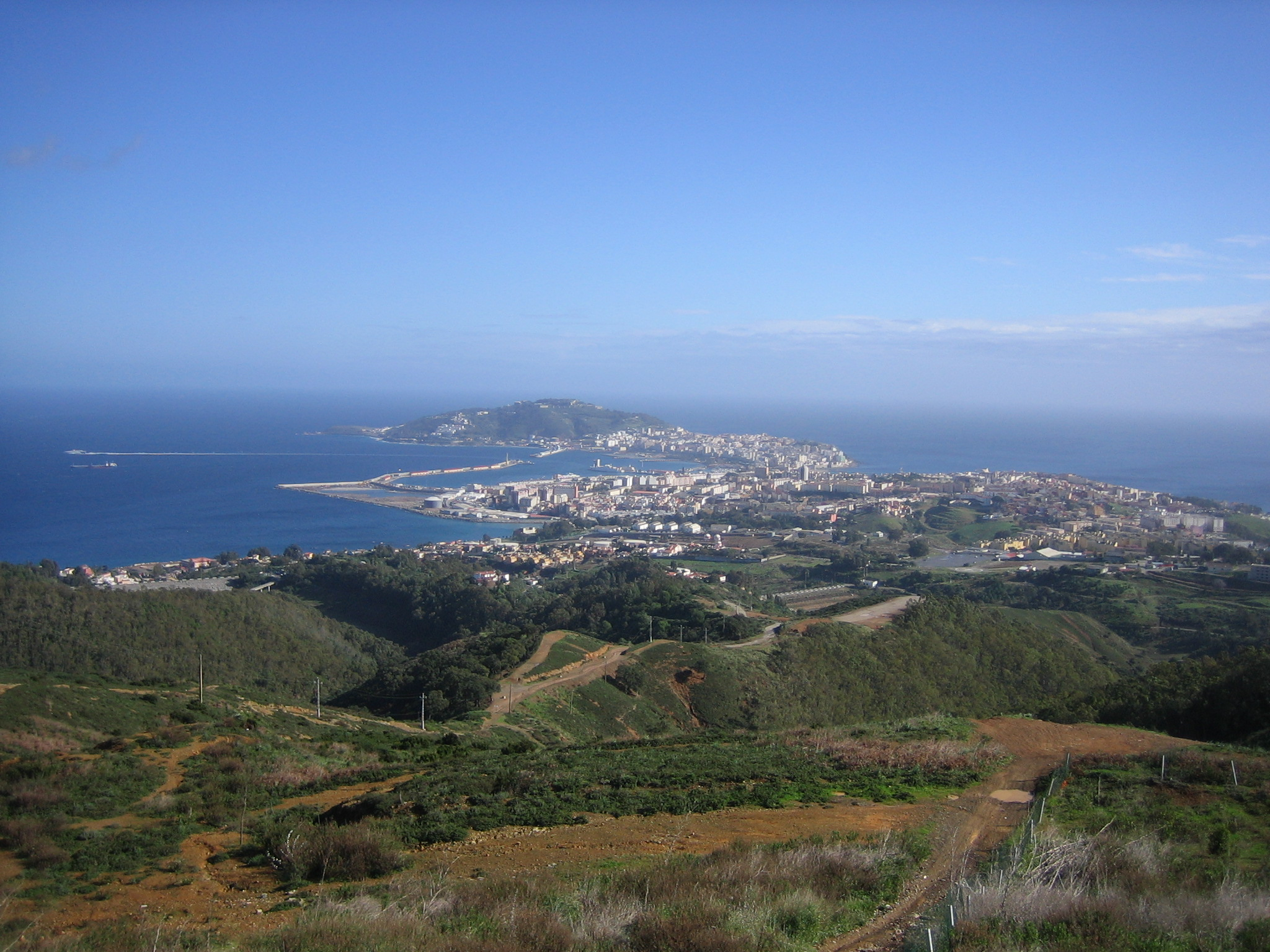
Vista desde el mirador de Isabel II

Habitualmente los medios de comunicación suelen referirse tanto Ceuta como a Melilla, como enclaves españoles en el norte de África. Sin embargo, es una designación errónea, puesto que tienen fachada marítima, aguas territoriales, y como reconoce el derecho internacional, salida al mar internacional. Se les podría denominar enclaves imperfectos o enclaves marítimos. Desde otra perspectiva, como ocurre con tantos territorios de ultramar de por ejemplo Francia, el Reino Unido, Portugal, y tantos otros países, son territorios fragmentados o territorios sueltos respecto al núcleo central de país, en este caso la España peninsular. En castellano no existe un término para referirse a esta realidad concreta, pero en inglés sí; es peni-enclave que significa literalmente casi un enclave, del mismo modo que península significa etimológicamente casi una isla. El territorio de Ceuta a veces es denominado como península ceutí. La situación geográfica de Ceuta es equivalente a la del óblast de Kaliningrado en Rusia, la Tracia oriental en Turquía o a la Guayana Francesa en América del Sur.
| Noroeste: Estrecho de Gibraltar | Norte: Estrecho de Gibraltar | Nordeste: Mar Mediterráneo |
| Oeste: Marruecos                |                              | Este: Mar Mediterráneo     |
| Suroeste: Marruecos             | Sur: Mar Mediterráneo        | Sureste: Mar Mediterráneo  |

### Relieve
La morfología del terreno ceutí se debe al plegamiento alpino, que fraccionó esta tierra hasta la gran plataforma del Sáhara. Su principal accidente orográfico es el monte Hacho, formado por un anticlinal. El resto lo constituye un istmo que une el Hacho con el continente africano y un islote conocido como isla de Santa Catalina. El istmo está formado por terreno metamórfico de composición geológica compleja, con cinco áreas distintas y cuyo elemento principal es la sierra de Anyera, que corre paralela a la costa que en las cercanías de la ciudad recibe el nombre de Mujer Muerta. El territorio de Ceuta presenta siete colinas o elevaciones destacadas (que son el origen del nombre de la ciudad: Septem Fratres – Septa – Ceuta) entre las cuales destaca el monte Anyera con 349 m de altitud, que es el punto más alto de esta autonomía. Considerada tradicionalmente como la divisoria entre las aguas del Mediterráneo y del Atlántico, Ceuta está rodeada por el mar que forma dos bahías, la norte de cara a la península ibérica y la del sur que mira a Marruecos.
Los esquistos pizarrosos impermeables que constituyen el terreno de la península ceutí dificultan la creación de bolsas de agua en el subsuelo. A pesar de ello se ha constatado a lo largo de la historia la existencia de fuentes, aunque todas en el Campo Exterior: de la Teja, arroyo de las Bombas, fuente del Rayo, etc.
Entre los montes o elevaciones de Ceuta se encuentran el monte Hacho, el monte de la Tortuga, Isabel II, Anyera y Aranguren.
En Ceuta se encuentran dos cuerpos de agua dulce: el embalse del Infierno y el embalse de El Renegado.

### Playas
En la ciudad autónoma existen diversas zonas de playa: La Ribera, El Chorrillo, Benítez, La Potabilizadora o El Desnarigado, El Sarchal, San Amaro, El Calamocarro, Benzú, Santa Catalina, Punta Blanca, Almadraba, y el Trampolín.

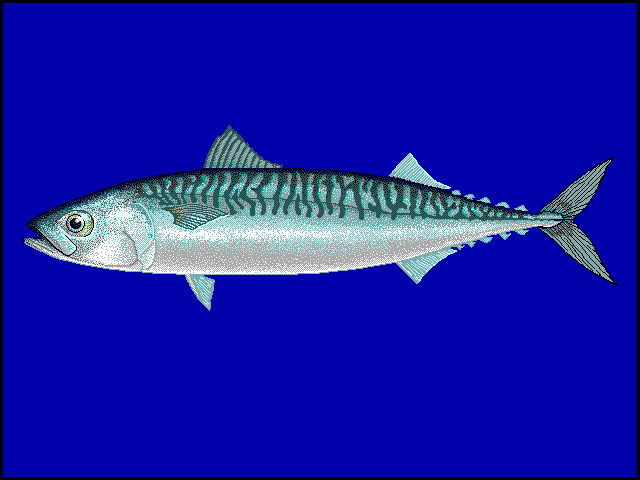
La caballa es uno de los símbolos de Ceuta, a los ceutíes se les conoce como caballas. Un hipocorístico (un gentilicio cariñoso), muy común en algunas ciudades españolas de la zona (La Línea de la Concepción, Algeciras, Estepona)

### Clima
El clima es de tipo subtropical/mediterráneo, caracterizado por la suavidad en las temperaturas (sobre todo en invierno) y la irregularidad en las precipitaciones. Sin embargo, está matizado por dos importantes factores: el relieve y el mar que la rodea. El relieve, representado por el Yebel-Musa, actúa como pantalla ante los vientos atlánticos cargados de humedad, y la influencia marítima hace que las temperaturas sean suaves tanto en verano como en invierno. La media anual es de 18,8 °C. El verano es bastante cálido; con temperaturas máximas medias cercanas a los 30 °C en julio y agosto, mientras que las mínimas ocurren en enero/febrero, siendo infrecuente que desciendan de 10 °C, ya que las mínimas medias normales en el invierno son de entre 11-13 °C. La temperatura mínima registrada en Ceuta fue de 1,3 °C el 27 de enero de 2005. La diferencia de temperatura entre las aguas que separan el estrecho de Gibraltar y los vientos cargados de humedad procedentes del Atlántico hacen que las lluvias sean abundantes, con un total de más de 600 mm. El régimen de precipitaciones es muy irregular, con un máximo en invierno y gran aridez extendida entre los meses de mayo y septiembre. La humedad relativa también es elevada, 70,3 % de media anual.
| Parámetros climáticos promedio de Ceuta, España       | Parámetros climáticos promedio de Ceuta, España | Parámetros climáticos promedio de Ceuta, España | Parámetros climáticos promedio de Ceuta, España | Parámetros climáticos promedio de Ceuta, España | Parámetros climáticos promedio de Ceuta, España | Parámetros climáticos promedio de Ceuta, España | Parámetros climáticos promedio de Ceuta, España | Parámetros climáticos promedio de Ceuta, España | Parámetros climáticos promedio de Ceuta, España | Parámetros climáticos promedio de Ceuta, España | Parámetros climáticos promedio de Ceuta, España | Parámetros climáticos promedio de Ceuta, España | Parámetros climáticos promedio de Ceuta, España |
| Mes                                                   | Ene.                                            | Feb.                                            | Mar.                                            | Abr.                                            | May.                                            | Jun.                                            | Jul.                                            | Ago.                                            | Sep.                                            | Oct.                                            | Nov.                                            | Dic.                                            | Anual                                           |
| ----------------------------------------------------- | ----------------------------------------------- | ----------------------------------------------- | ----------------------------------------------- | ----------------------------------------------- | ----------------------------------------------- | ----------------------------------------------- | ----------------------------------------------- | ----------------------------------------------- | ----------------------------------------------- | ----------------------------------------------- | ----------------------------------------------- | ----------------------------------------------- | ----------------------------------------------- |
| Temp. máx. abs. (°C)                                  | 21.7                                            | 25.5                                            | 27.9                                            | 28.4                                            | 33.7                                            | 35.3                                            | 40.2                                            | 40.2                                            | 34.8                                            | 33.1                                            | 27.2                                            | 25.6                                            | 40.2                                            |
| Temp. máx. media (°C)                                 | 16.1                                            | 16.7                                            | 17.8                                            | 19.4                                            | 22.5                                            | 25.8                                            | 28.9                                            | 28.5                                            | 26.1                                            | 22.9                                            | 18.9                                            | 16.7                                            | 21.7                                            |
| Temp. media (°C)                                      | 13.6                                            | 14.2                                            | 15.0                                            | 16.5                                            | 19.2                                            | 22.3                                            | 25.0                                            | 25.1                                            | 23.0                                            | 20.2                                            | 16.5                                            | 14.4                                            | 18.8                                            |
| Temp. mín. media (°C)                                 | 11.1                                            | 11.6                                            | 12.2                                            | 13.6                                            | 15.9                                            | 18.8                                            | 21.1                                            | 21.7                                            | 19.9                                            | 17.5                                            | 14.0                                            | 12.2                                            | 15.8                                            |
| Temp. mín. abs. (°C)                                  | 1.3                                             | 4.4                                             | 7.2                                             | 9.0                                             | 10.5                                            | 13.2                                            | 16.3                                            | 18.0                                            | 15.3                                            | 12.2                                            | 7.4                                             | 6.3                                             | 1.3                                             |
| Precipitación total (mm)                              | 122                                             | 145                                             | 90                                              | 57                                              | 21                                              | 3                                               | 1                                               | 3                                               | 37                                              | 82                                              | 127                                             | 161                                             | 849                                             |
| Días de precipitaciones (≥ 1 mm)                      | 7                                               | 8                                               | 6                                               | 5                                               | 3                                               | 1                                               | 0                                               | 1                                               | 2                                               | 5                                               | 7                                               | 9                                               | 54                                              |
| Días de nevadas (≥ 1 mm)                              | 0                                               | 0                                               | 0                                               | 0                                               | 0                                               | 0                                               | 0                                               | 0                                               | 0                                               | 0                                               | 0                                               | 0                                               | 0                                               |
| Humedad relativa (%)                                  | 72                                              | 75                                              | 68                                              | 71                                              | 66                                              | 67                                              | 61                                              | 70                                              | 72                                              | 75                                              | 73                                              | 73                                              | 70.3                                            |
| Fuente: Agencia Estatal de Meteorología y Weather.com |                                                 |                                                 |                                                 |                                                 |                                                 |                                                 |                                                 |                                                 |                                                 |                                                 |                                                 |                                                 |                                                 |

### Flora y fauna

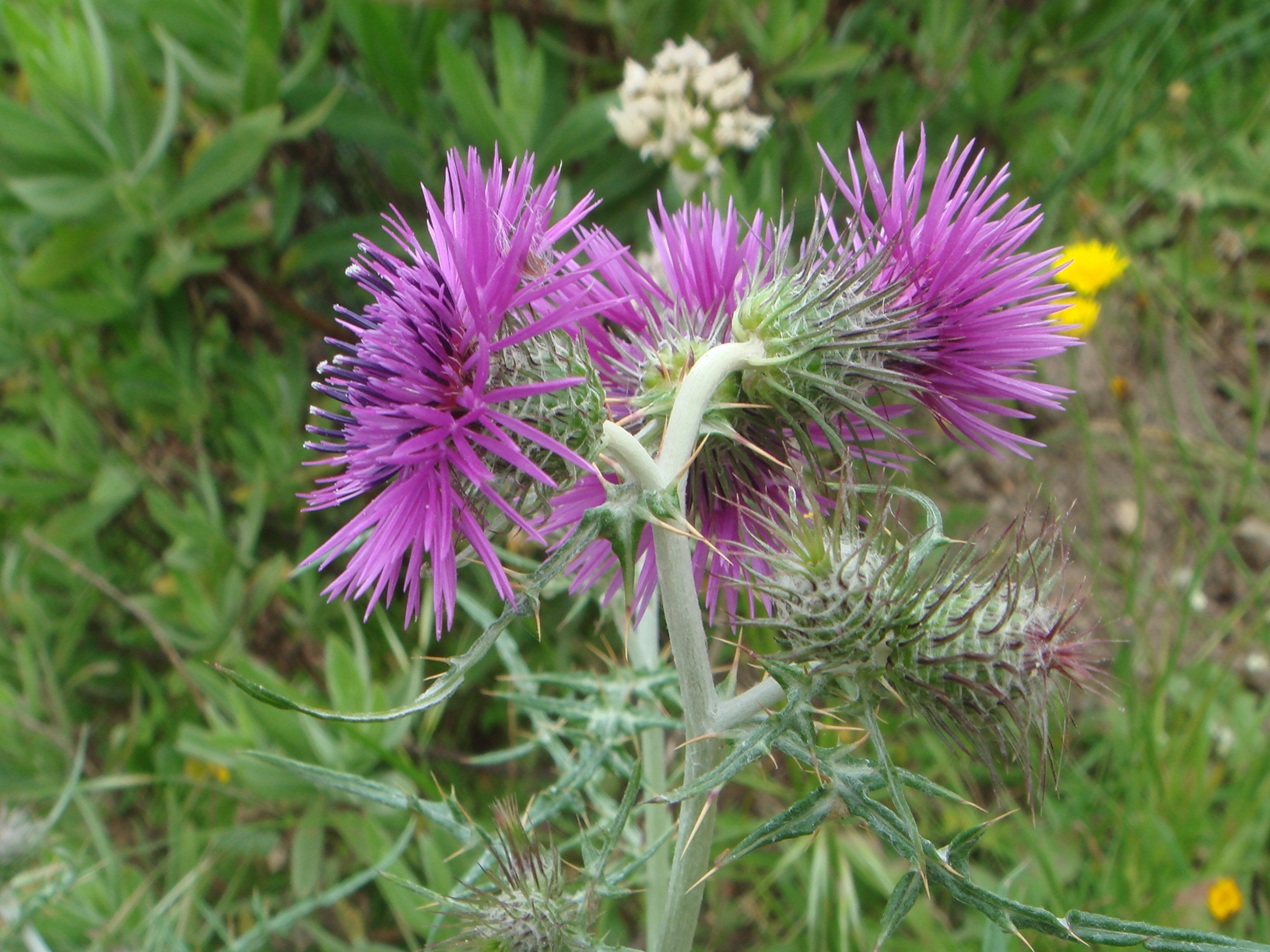
Galactites elegans

Agave

La vegetación ha sufrido los inconvenientes derivados de las necesidades defensivas de la población, que obligaba a mantener despejado el Campo Exterior. Durante muchas etapas de su historia se llevaron a cabo talas sistemáticas en las cercanías del recinto amurallado. La exigencia de suelo urbanizable y agrícola también provocó la pérdida de espacios vegetales, de esa época quedan castaños plantados hace más de 400 años (Castaño de Ceuta).
La especie característica de la zona era el alcornoque, especie que inventarió el 31 de julio de 1860 el ingeniero de montes Máximo Laguna en 419 hectáreas y 365 360 pies, quedando hoy tan solo 15 ha que son hoy visibles en Benzú y barranco de Mendicuti, pero el proceso de degradación por la acción humana ha hecho que sean el pino y el eucalipto los que constituyen los bosques secundarios producto de sucesivas repoblaciones; del primigenio bosque original queda aún un valioso reducto de robles andaluces (quejigo moruno de la fuente de los perros). Hay que destacar que en las cercanías de la ermita de San Antonio (monte Hacho) se produjo la primera repoblación con pinos.
El álamo fue el árbol más corriente en los siglos XVIII y XIX, siendo sustituido en el presente por la acacia, los dragos y las especies americanas, plantadas en el primer cuarto del siglo XX, como el Ficus benjamina. Especies como el palmito o la chumbera y otras propias del matorral mediterráneo, tan característico en toda la región, completa el paisaje vegetal ceutí.
En cuanto a la fauna, las fuentes clásicas mencionan la existencia de elefantes y grandes felinos que, junto con las gacelas así como chacales y macacos de Berbería (ambos aún presentes en las proximidades), que constituían la comunidad zoológica más característica. Hoy día toda esa fauna ha desaparecido por completo, estando aún presentes otras especies como el puercoespín, el zorro, o el jabalí y pequeños anfibios y reptiles como la tortuga mora, la salamandra norteafricana, el sapo moruno, la rana verde norteafricana, el eslizón rifeño, el eslizón tridáctilo del Atlas, el lagarto ocelado del Atlas o la culebrilla ciega de Tánger. Sus cielos son frecuentados por cientos de aves, que lo cruzan en sus migraciones periódicas.
El medio marino, aunque también afectado por la acción del hombre, exhibe una gran riqueza y diversidad de especies de flora y fauna comprobadas tanto en el ámbito científico, como cotidiano de su lonja y mercados.
Tanto sus montes como sus fondos marinos, tienen figura de protección especial para la conservación de la biodiversidad en la Unión Europea, incluyéndose en la Red Natura 2000.

## Demografía
Ceuta cuenta con una población de 83 229 habitantes (INE 2024).
| Gráfica de evolución demográfica de Ceuta entre 1842 y 2021                                                         |
| |
| Población de derecho según los censos de población del INE Población de hecho según los censos de población del INE |

La población española incluye a las de origen árabe, hindú, y judío. La población hindú considera su llegada a Ceuta en 1910, ligados al comercio de la zona franca al igual que ocurre en Canarias, Melilla o Gibraltar. Existen comunidades judías en todo el norte de África desde su expulsión de España en 1492, existiendo en la cercana Tetuán un cementerio judío en el cual hay enterrados judíos sefardíes desde su expulsión hasta los años del Protectorado Español de Marruecos. Del norte de Marruecos y su relación con Ceuta proviene la población magrebí o musulmana de Ceuta.
- Gentilicio: ceutí. Coloquialmente, a los ceutíes se les llama «caballas»,[44] nombre que se deriva del pescado llamado caballa o verdel.

El idioma oficial y común de todos los ceutíes es el español usándose especialmente en la variedad andaluza, aunque también se utiliza ampliamente por cada comunidad el idioma originario de sus ancestros como símbolo de identidad cultural. Así, la comunidad hindú utiliza principalmente el hindi en la población más anciana y los jóvenes el inglés. La comunidad hebrea usa la haquetía, un dialecto norteafricano del ladino o judeoespañol. La población musulmana habla principalmente una variedad del dariya (دارجة) generalizado en el norte de Marruecos en una variedad local de carácter exclusivamente oral. Sobre su oficialización existe un debate sobre si es conveniente o no para superar el fracaso escolar. El bereber o tamazight apenas es perceptible, alcanzando tan solo un 0,2 %.
Solo el castellano goza de reconocimiento oficial, pero el resto de lenguas son exaltadas cada 21 de febrero en el Día Internacional de la Lengua Materna.

## Administración y política

### Marco preautonómico

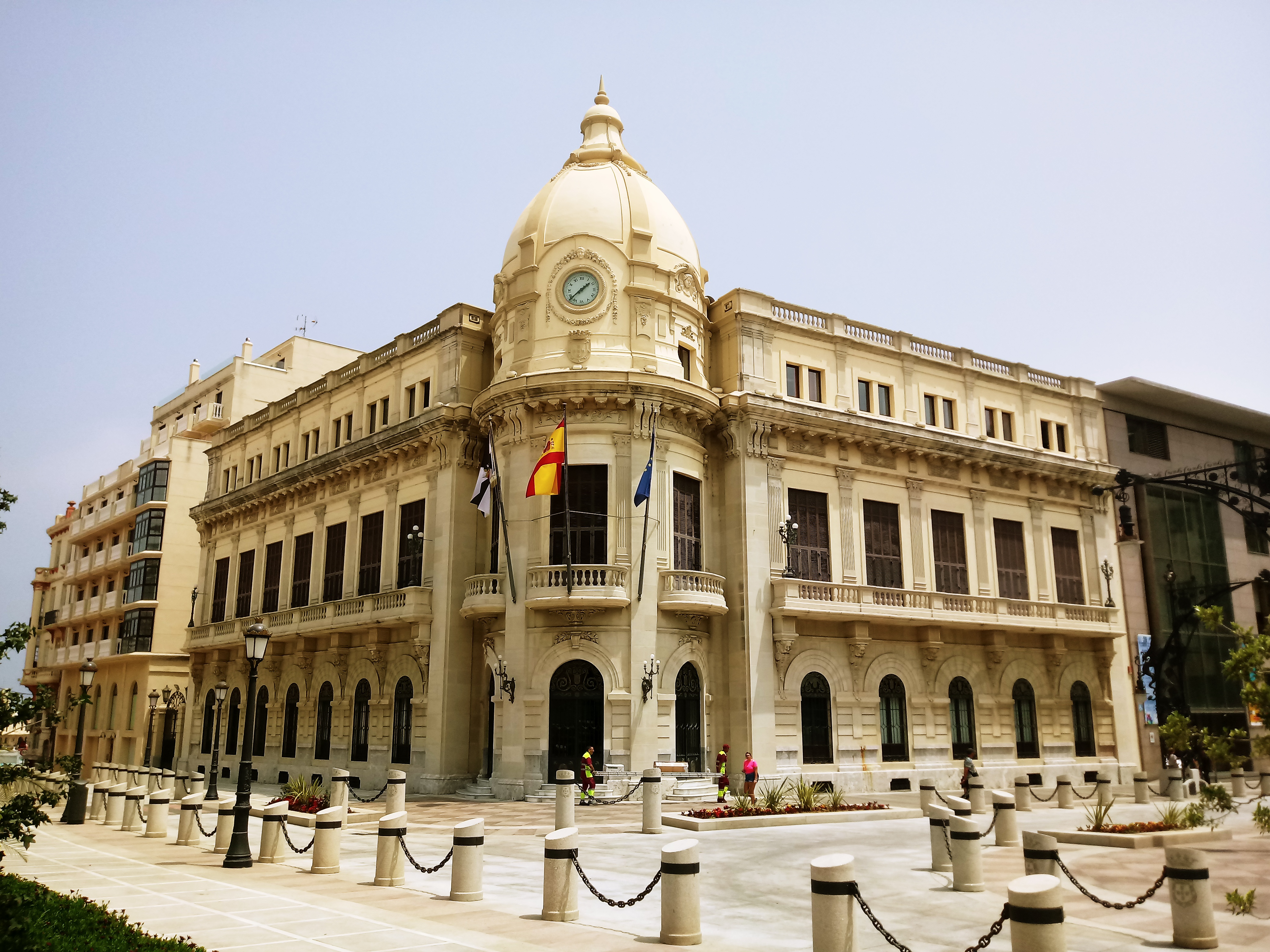
Ayuntamiento de Ceuta

Ceuta y Melilla habían sido municipios gaditano y malagueño, respectivamente, desde la división provincial de Javier de Burgos, con leves períodos en las que fueron separadas de ellas (dictadura de Primo de Rivera, Segunda República española). En las negociaciones previas sobre la futura comunidad autónoma andaluza, se cuestionó, por parte de los representantes del Partido Socialista Obrero Español, la idoneidad de que Ceuta y Melilla formaran parte del nuevo marco autonómico andaluz. UCD y algunos regionalistas andaluces se mostraron en contra de separarlas. El PSA no tenía una postura clara. Paralelamente los ceutíes, los melillenses y los ucedistas y socialistas de las ciudades se mostraban contrarios a la segregación. Las razones esgrimidas por el partido socialista eran dos:
Por un lado, Marruecos había ocupado recientemente el Sahara Occidental, se temía que Ceuta y Melilla fueran atacadas próximamente por ese mismo país. Consecuentemente la nueva comunidad autónoma se vería desestabilizada. El otro motivo era la consideración de Ceuta y Melilla como dos bastiones de la derecha en los cuales era imposible que el PSOE ganara unas elecciones. Esto comprometía la victoria de los socialistas en el futuro gobierno andaluz. Finalmente Ceuta y Melilla fueron excluidas del nuevo marco autonómico andaluz. Ninguna de las cuestiones expuestas por los socialistas se cumplió: pues no hubo ataque marroquí sobre Ceuta y Melilla y el partido socialista ganó las inmediatas elecciones en ambas ciudades frente a los representantes de la derecha.
En el año 1981 los ayuntamientos de Ceuta y Melilla pidieron el cumplimiento de la transitoria quinta de la constitución española que declara que:

Las ciudades de Ceuta y Melilla podrán constituirse en Comunidades autónomas si así lo deciden sus respectivos Ayuntamientos mediante acuerdo adoptado por la mayoría absoluta de sus miembros y así lo autorizan las Cortes Generales, mediante una Ley Orgánica, en los términos previstos en el artículo 144.

Debido a las presiones marroquíes los estatutos de autonomía de Ceuta y Melilla no se promulgaron hasta el año 1995. El artículo no llegó a aplicarse nunca, ya que en 1995 se le otorgó un Estatuto de Autonomía (Ley Orgánica 1/95, BOE 14 de marzo de 1995) que constituyó a la ciudad en un ente autonómico no equiparable a una comunidad autónoma. Desde la entrada en vigor de este estatuto se le conoce a la ciudad como ciudad autónoma. El estatuto de 1995 hizo posible que no se duplicaran los cargos en la ciudad, ya que los cargos municipales pasaron a ser a la vez autonómicos. De esta forma el presidente de Ceuta es a su vez el alcalde, el pleno municipal es a su vez la cámara autonómica (Asamblea de Ceuta) y los concejales son también diputados autonómicos.

### Marco autonómico
En el año 2005 se comenzó un proyecto para la reforma del Estatuto de Autonomía, donde además de asumir mayores competencias, la ciudad autónoma de Ceuta pasaría oficialmente a denominarse comunidad autónoma, equiparándose completamente al resto de autonomías españolas. Sin embargo, la reforma no se llevó a cabo por la negativa del Partido Popular. Coalición Caballas, UPYD, IU exigen actualmente la conversión de Ceuta y de Melilla en comunidades autónomas. Existe actualmente otra corriente de pensamiento entre regionalistas andaluces que proponen la conversión de Ceuta en la novena provincia andaluza, previa aprobación por las Cortes, dotar a la ciudad de diputación provincial, convertir el barrio de Benzú en un municipio con término municipal y dotarlo de ayuntamiento, así como incorporar a dicha novena provincia las islas de Perejil y la de Alborán. La bandera de Andalucía tiene en su escudo central a Hércules con las dos columnas, siendo una de ellas la ciudad caballa. La gran vinculación que existe entre Ceuta y el resto del territorio andaluz en los planos social, histórico, cultural, deportivo y militar son argumentos importantes a favor de esta propuesta.

### Radioaficionados
El estándar ISO 3166-1 reserva la extensión EA como el código de país para Ceuta y Melilla. El código de llamada (call sign) usado por los radioaficionados en estas dos ciudades es EA9, y éstas se consideran cada una como «entidades» aparte.

### Asamblea
| Partido político                                        | 2023  | 2023   | 2023       | 2019  | 2019   | 2019       | 2015  | 2015   | 2015       | 2011  | 2011   | 2011       | 2007  | 2007   | 2007       |
| Partido político                                        | %     | Votos  | Concejales | %     | Votos  | Concejales | %     | Votos  | Concejales | %     | Votos  | Concejales | %     | Votos  | Concejales |
| Partido Popular (PP)                                    | 34,37 | 11 738 | 9          | 31,12 | 10 527 | 9          | 45,75 | 13 355 | 13         | 65,16 | 20 054 | 18         | 65,18 | 22 484 | 19         |
| Partido Socialista Obrero Español (PSOE)                | 20,96 | 7158   | 6          | 25,59 | 8658   | 7          | 14,03 | 4095   | 4          | 11,70 | 3601   | 3          | 8,65  | 2985   | 2          |
| Vox                                                     | 20,64 | 7050   | 5          | 22,36 | 7566   | 6          | 1,22  | 356    | 0          | —     | —      | —          | —     | —      | —          |
| Movimiento por la Dignidad y la Ciudadanía (MDyC)       | 11,24 | 3839   | 3          | 6,95  | 2353   | 2          | 11,18 | 3264   | 3          | —     | —      | —          | —     | —      | —          |
| Ceuta Ya!                                               | 10,03 | 3428   | 2          | 6,22  | 2105   | 1          | 13,29 | 3879   | 4          | 14,32 | 4407   | 4          | —     | —      | —          |
| Ciudadanos (CS)                                         | 0,69  | 236    | 0          | 4,54  | 1537   | 0          | 6,02  | 1756   | 1          | —     | —      | —          | —     | —      | —          |
| Podemos-Unión Demócrata Ceutí-Izquierda Unida (UDCE-IU) | 0,54  | 186    | 0          | 1,49  | 505    | 0          | 1,56  | 456    | 0          | —     | —      | —          | 16,41 | 5659   | 4          |

#### Presidentes
| Periodo   | Nombre                        | Partido | Partido                                       |
| --------- | ----------------------------- | ------- | --------------------------------------------- |
| 1979-1981 | Clemente Calvo Pecino         |         | Independiente                                 |
| 1981-1983 | Ricardo Muñoz Rodríguez       |         | Unión de Centro Democrático (UCD)             |
| 1983-1985 | Francisco Fraiz Armada        |         | Partido Socialista Obrero Español (PSOE)      |
| 1985-1987 | Aurelio Puya Rivas            |         | Partido Socialista del Pueblo de Ceuta (PSPC) |
| 1987-1991 | Fructuoso Miaja Sánchez       |         | Partido Socialista Obrero Español (PSOE)      |
| 1991-1994 | Francisco Fraiz Armada        |         | Progreso y Futuro de Ceuta (PFC)              |
| 1994-1996 | Basilio Fernández López       |         | Progreso y Futuro de Ceuta (PFC)              |
| 1996-1999 | Jesús Cayetano Fortes Ramos   |         | Partido Popular (PP)                          |
| 1999-2001 | Antonio Sampietro Casarramona |         | Grupo Independiente Liberal (GIL)             |
| 2001-act. | Juan Jesús Vivas Lara         |         | Partido Popular (PP)                          |

En el año 1995, Ceuta se constituyó en ciudad autónoma. Los sucesivos alcaldes de la ciudad se convierten así en alcalde-presidente, asumiendo las funciones que le otorga el Estatuto de Autonomía de la ciudad.

### División administrativa

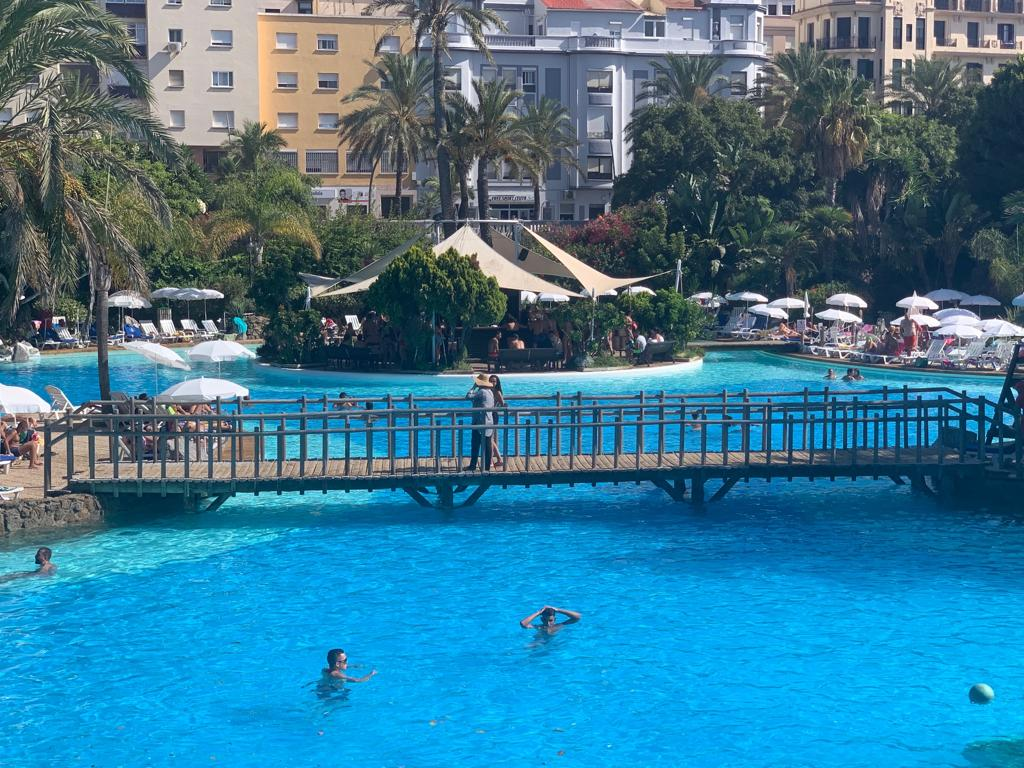
Parque marítimo de Ceuta, situado en el distrito 1

La ciudad se Ceuta se encuentra dividida en 6 distritos, según el ayuntamiento.
- Distrito 1: Correspondiente con el centro de la ciudad y el istmo de la península de la Almina. En él se encuentran los principales edificios históricos e institucionales de la ciudad, además de ser la zona comercial de la misma. Podemos localizar la Catedral de la Asunción, el Santuario de Santa María del África, el Ayuntamiento, la Basílica tardorromana, las murallas reales, los baños árabes, el mercado central de abastos, el Teatro auditorio Revellín, la playa de la Ribera, el Parque Marítimo del Mediterráneo, la iglesia de San Francisco, la iglesia de los Remedios o la Marina de Ceuta, entre otros lugares.
- Distrito 2: Situado al este de la ciudad, en la península de la Almina. Es el segundo distrito en superficie, con cerca de 3 km cuadrados. Su accidente geográfico más importante es el monte Hacho, donde se encuentra la fortaleza del mismo nombre. En el distrito se encuentran los barrios del Recinto, la barriada San Amaro, el Sarchal, El Valle o la urbanización de San Antonio. Entre los lugares destacados, además del monte Hacho y su fortaleza, ya mencionados, podemos encontrar la Sinagoga de Bet-El, la Mezquita Qubaâ, la parroquia de Nuestra Señora del Valle, el Fuerte del Sarchal,[51] el castillo del Desnarigado, la ermita de San Antonio, el cementerio municipal de Santa Catalina, el Faro Punta Almina, el Campus Universitario de Ceuta (perteneciente a la Universidad de Granada), el parque de San Amaro o el campo municipal de fútbol José Martínez Pirri.
- Distrito 3: es el tercer distrito en extensión, encontrándose en él las barriadas de Puertas del Campo, Manzanera, el Morro, Polígono Virgen de África, Juan XXIII, O'Donnell, entre otras. Entre los lugares destacados están el Puerto de Ceuta, los Jardines de Argentina, la playa del Chorrillo, el Centro Comercial Parque Ceuta, el estadio Alfonso Murillo, la parroquia de Santa Teresa de Jesús, la parroquia de Madre Dios de la Palma y San Bernabé o la Mezquita Muley El-Mehdi.
- Distrito 4: En este populoso distrito podemos encontrar los barrios de Hadú o San José, la barriada Zurrón, Bermudo Soriano, El Mixto, Villajovita, el Sardinero, Miramar Alto o la Almadraba. Entre los lugares más destacados están las murallas meriníes.
- Distrito 5: Localizados en este distritos los barrios de Juan Carlos I, Los Rosales, la barriada de la Libertad (conocida como barriada Varela-Valiño), o el Poblado Regulares. En él se encuentra la Mezquita Sidi Embarek, la de mayor tamaño de Ceuta, o el acuartelamiento Teniente coronel González-Tablas.
- Distrito 6: Situado al oeste de la ciudad, es el de mayor tamaño, con más de 12km cuadrados. En él se sitúan los barrios de El Príncipe, Príncipe Alfonso, Príncipe Felipe, Puente del Quemadero, El Tarajal o Benzú.[52] Gran parte del distrito se encuentra sin urbanizar, siendo algunos de los lugares más destacados el embalse del Infierno, el embalse del Renegado, el centro penitenciario de Ceuta, el fuerte Mendizábal, la torre de Piniés, Morabito Sidi Ibrahim o el acuartelamiento García Aldave.

## Monumentos y lugares de interés
- Istmo de Ceuta

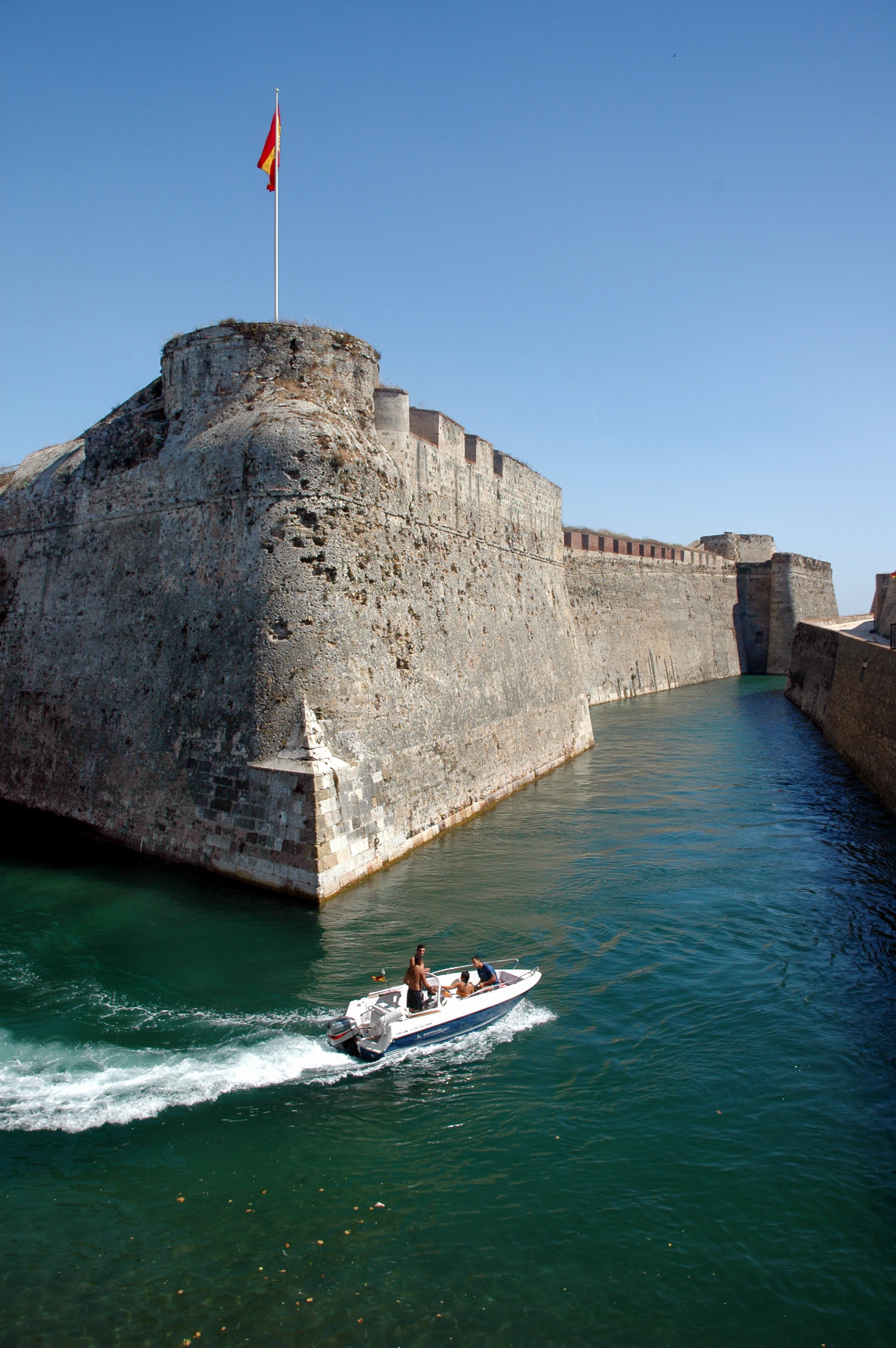
Murallas reales y foso navegable

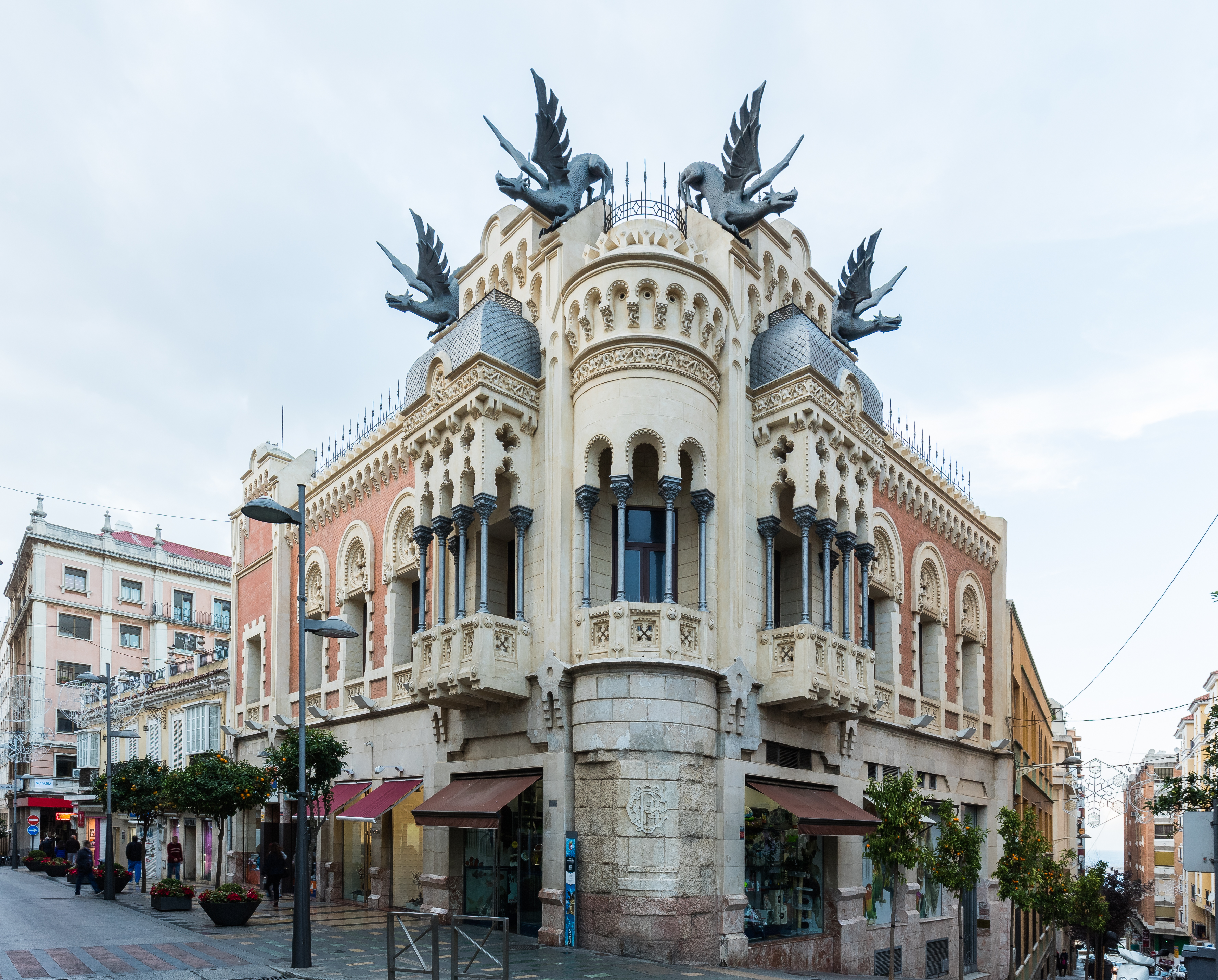
Casa de los Dragones

- Primera Línea de las Murallas Reales: de la época árabe (711-1415) las más interiores, sufriendo posteriores modificaciones, siendo la parte más importante construida por los portugueses y reconstruidas por los españoles en los años 1674 y 1705. En la actualidad, las Murallas Reales acogen una de las sedes del Museo de la ciudad, concretamente, en el llamado Revellín de San Ignacio. Se completan además, con unas galerías subterráneas, excavadas para la defensa de la ciudad y la Puerta de la Ribera y Escudo de Portugal.
- Murallas del paseo de las Palmeras: lienzo norte de las antiguas murallas de la ciudad, con el torreón de San Miguel.

### Plaza de África
En su centro se encuentra el Monumento a los Caídos en la guerra de África, erigido a los caídos en la Guerra de 1859-60. Su altura es de 13,50 metros, en la parte baja tiene interesantes bajorrelieves en bronce, realizados por Susillo. Posee una cripta que no tiene acceso libre. 
En ella se sitúan:
- Catedral: bajo la advocación de la Asunción de la Virgen, fue construida sobre una mezquita de la época de dominación árabe (711-1415). Durante el sitio de los treinta años fue hospital de sangre. La última remodelación es de 1949. Destacan la capilla del Santísimo con un retablo barroco y los frescos de Miguel Bernardini, además de tres grandes lienzos y la imagen de la Virgen Capitana de origen portugués (siglo XV). Con portada neoclásica de mármol negro. Interior con tres naves, con gran coro en la parte delantera.
- Santuario e iglesia de Santa María de África: construido en el siglo XV, con posteriores reformas, siendo la más importante la del siglo XVIII. Contiene la muy venerada imagen de la Virgen de África, donada por el infante Enrique el Navegante. Detrás de ella, en el paseo de las Palmeras se sitúa el monumento al teniente coronel Santiago González-Tablas.
- Palacio de la Asamblea de Ceuta.

#### Gran Vía
- Basílica Tardorromana con su museo anexo. Es datada a mediados del siglo IV d. C.
- Frente de La Almina

### Península de La Almina
Debido al auge económico que experimentó la ciudad desde principios del siglo XX, hay una serie de edificaciones que se encuadran dentro de varios estilos, ecléctico; Casa de los Dragones, Casa Delgado, art decó el que destaca como exponente máximo el arquitecto José Blein, con obras como el edificio de la antigua Junta del Puerto, hoy en día Autoridad Portuaria de Ceuta (ver museos), o lo que fuera la antigua estación de autobuses, actualmente comisaría de Policía y regionalista; Casino Militar y edificio Trujillo.

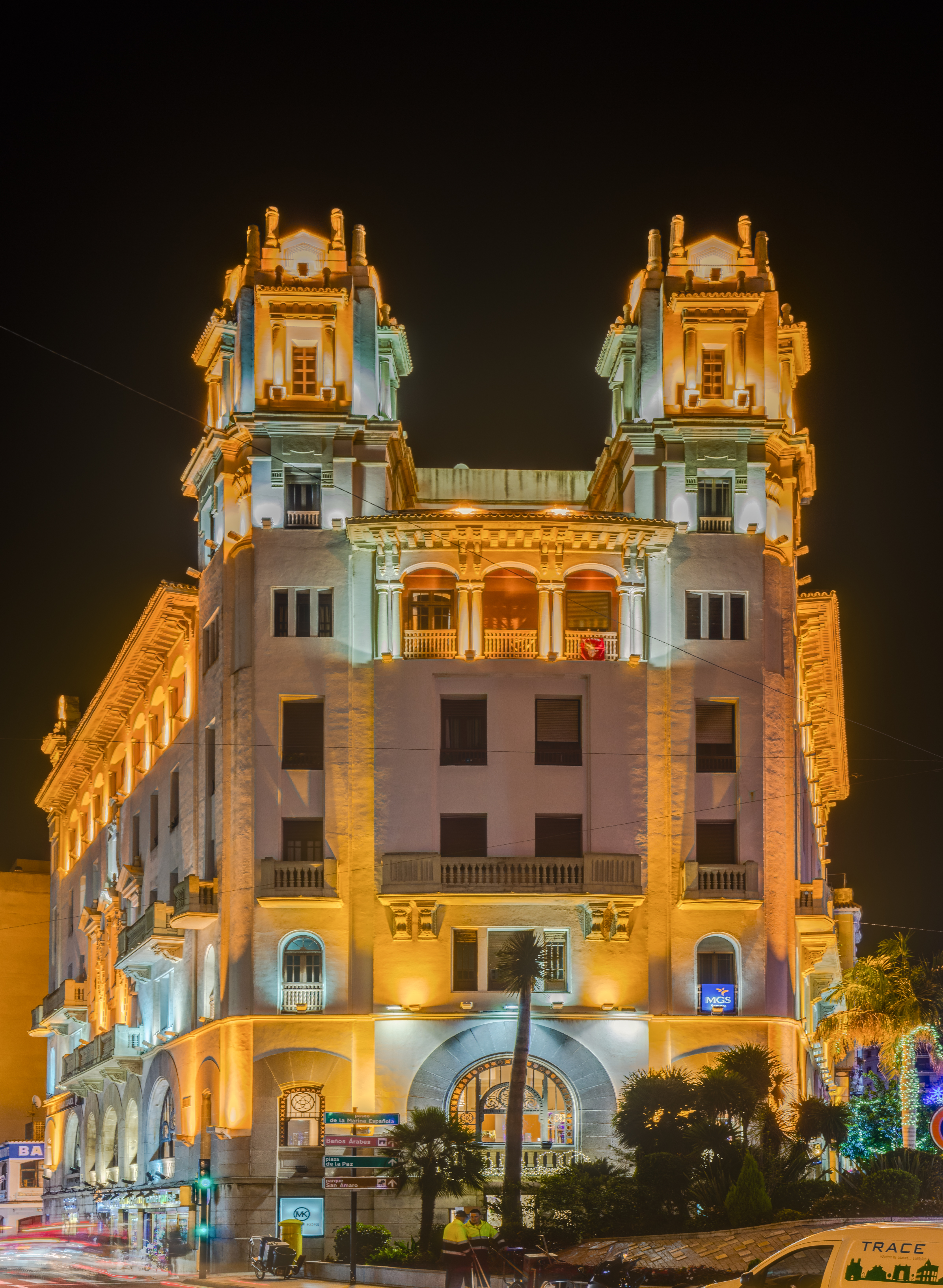
Edificio Trujillo

Plaza de la Constitución, con el monumento a Hércules: en número par, esculturas flanqueando la bocana del puerto y las estatuas del antiguo jardín de San Sebastián: representan el trabajo, las artes gráficas, la industria, el comercio, la navegación y a África.

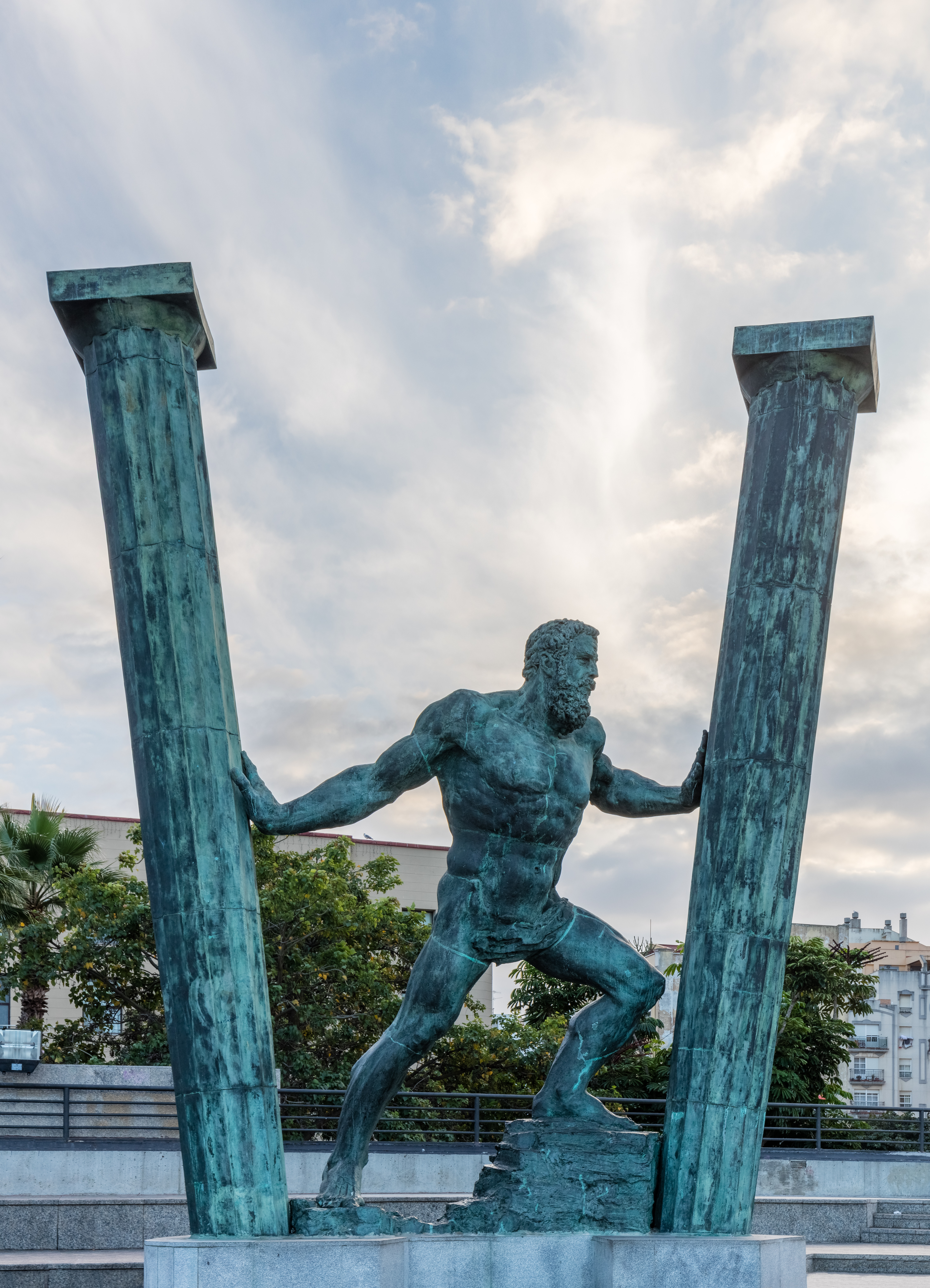
Hércules separando las columnas

- Plaza del Teniente Ruiz: abierta a la calle Real. Cuenta con un monumento en honor del héroe ceutí Jacinto Ruiz y Mendoza, uno de los protagonistas del levantamiento del 2 de mayo de 1808 durante la Guerra de la Independencia.
- Iglesia de Nuestra Señora del Valle (primer templo construido por los portugueses).
- Torre del Heliógrafo o del Valle, torre árabe.
- Iglesia de San Francisco.
- Iglesia de Santa María de los Remedios.
- Sinagoga de Bet-El.
- Templo hindú.
- Puerto deportivo, Pueblo Marinero y Parque Marítimo del Mediterráneo: diseñado por César Manrique. Es llenado con agua del mar y construido ganándole terreno a esta. En él se sitúa el Gran Casino de Ceuta.

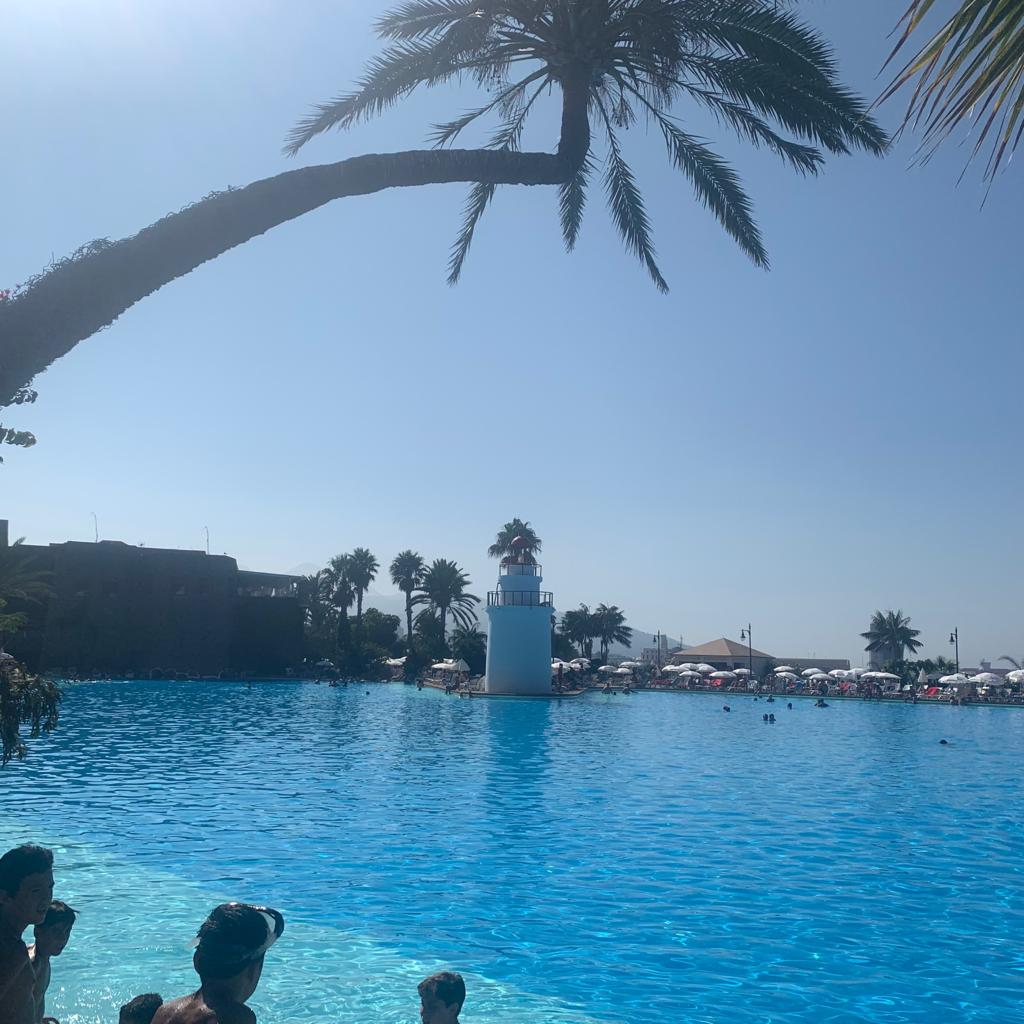
Parque marítimo del Mediterráneo

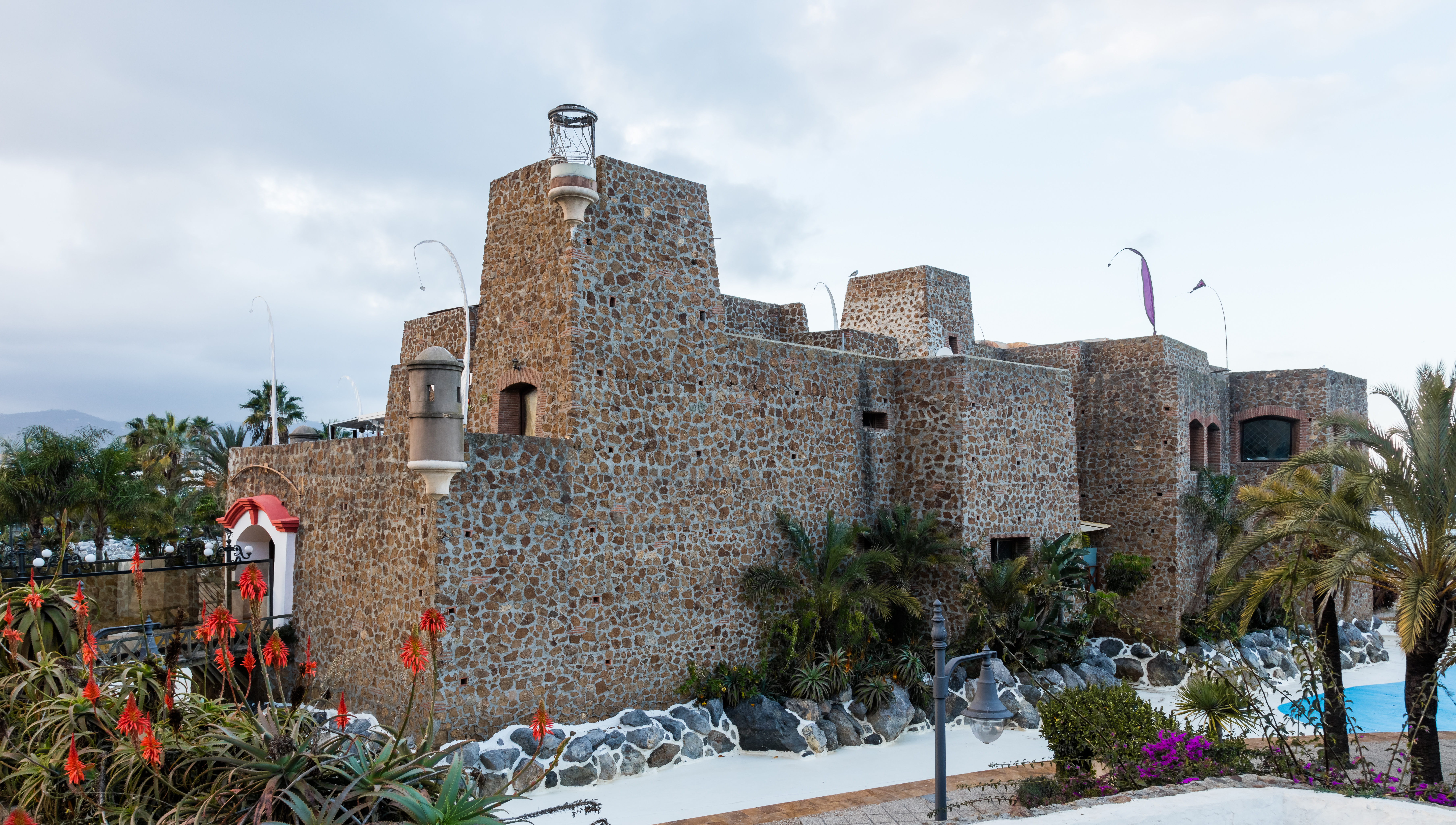
Gran Casino

- Baños árabes: restos hallados en Ceuta y datados en el siglo XIII, representan la planta de un atípico baño árabe, en zigzag, con cuatro estancias, paralelas dos a dos, constituidas por cuatro salas completas. Todas ellas presentan una forma sensiblemente rectangular, con sus lados mayores orientados en dirección norte-sur. El mundo islámico atribuyó a este tipo de instalaciones, además de virtudes higiénicas y curativas, una posible significación religiosa, ya que era el mejor medio imaginable de limpiar cuerpo y entregarse a la plegaria en un estado de pureza total.[53]
- Almacén de Abastos.
- Cuartel del Teniente Ruíz.

### Manzana del Revellín
Con el Museo de Ceuta, el auditorio del Revellín: proyectado por el arquitecto portugués Álvaro Siza.

### Ampliación
- Antigua estación de tren.

### Fortificaciones islámicas
Las Murallas Merínidas son un conjunto de murallas y torreones del siglo XIII construidas durante la dominación árabe. Este amplio recinto, a lo largo de los años fue ciudadela, albergue, refugio de guarniciones, forasteros y tropas que se vieran obligados a pasar la noche fuera del casco urbano de la ciudad medieval. Estas murallas constituyen uno de los restos monumentales más importantes del pasado histórico ceutí. De los casi 1500 m de primitiva construcción, hoy en día solo queda en pie el flanco occidental, con unos 500 m, varios baluartes y dos torres gemelas que enmarcan la llamada Puerta de Fez.
La torre del barranco de Mendicuti, la torre de la alquería de la Antigua Huerta de Regulares, la torre del cortijo de Fuente la Higuera y la torre y aljibe de la Loma de Luengo.

### Otros lugares
- Blocao de Comandari Viejo
- Blocao de Comandari Nuevo
- Mezquita Sidi Embarek
- Mezquita de Muley el-Mehdi de 1937
- Cristo de Medinaceli: es una imagen que se guarda en la iglesia de San Ildefonso (barriada del Príncipe)
- Barriada de Benzú: en la costa del Estrecho, alberga típicas teterías
- Cuartel del Serrallo
- Bienes de interés cultural de Ceuta
- Parque Marítimo del Mediterráneo
- Murallas Reales de Ceuta
- Casa de los Dragones

## Servicios

### Sanidad
La ciudad cuenta tanto con centros de salud públicos como privados
| - Centros de salud públicos: - Centro de salud Otero - Centro de salud Tarajal - Servicio de Urgencias de Atención Primaria José Lafont - Centro de salud Centro | - Hospitales: - Hospital Universitario de Ceuta |
| --- | ----------------------------------------------- |

| - Clínicas privadas: - Clínica Septem - Clínica Jaudenes - Clínica Láser 2000 |
| ----------------------------------------------------------------------------- |

### Educación
| - Colegios: - Colegio San Agustín - Colegio Beatriz de Silva - Colegio Severo Ochoa - Colegio Sta. María Micaela - Colegio La Inmaculada - Cooperativa de Enseñanza y colegio concertado San Daniel - Colegio Público Federico García Lorca - Colegio Público Lope de Vega - Colegio Público Príncipe Felipe - Colegio Público Reina Sofía - Colegio Público Rosalía de Castro - Colegio Público Santiago Ramón y Cajal - Colegio Público Vicente Aleixandre - Colegio Público José Ortega y Gasset - Colegio Público Juan Carlos I - Colegio Público Juan Morejón - Colegio Público Maestro José Acosta - Colegio Público Mare Nostrum - Colegio público Pablo Ruiz Picasso - Colegio público Ramón María del Valle Inclán - Colegio público Santa Amelia - Colegio público Santiago Ramón y Cajal - Colegio público Ciudad de Ceuta | - Institutos: - Instituto Siete Colinas - Instituto Luis de Camoens - Instituto Abyla - Instituto Puertas del Campo - Instituto Clara Campoamor - Instituto Almina - Bibliotecas: - Biblioteca Histórico Militar - Biblioteca Pública del Estado Adolfo Suárez - Biblioteca Pública de Ceuta - Biblioteca Pública del Campus de la UGR - Biblioteca Pública de la UNED - Universidad: - Campus de la UGR en Ceuta - UNED |
| --- | --- |

### Transporte

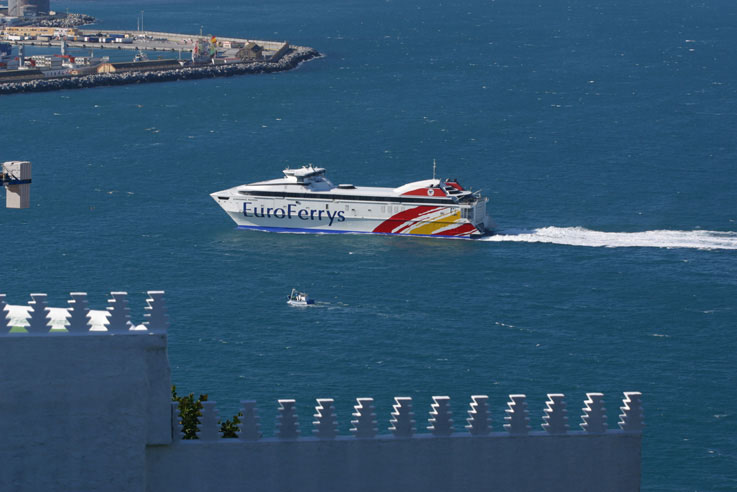
Barco de EuroFerrys en el puerto

#### Desde la península
La ciudad de Ceuta está conectada con el resto de España solamente a través del puerto, el helipuerto de Algeciras y el aeropuerto de Málaga-Costa del Sol. Desde el primero parten ferris de cuatro empresas distintas hasta el puerto de Ceuta. El trayecto tiene una duración aproximada de 45 minutos y se efectúan entre 15 y 20 travesías diarias entre las 6:00 h. y las 23:00 h. Los horarios y salidas de los buques pueden consultarse en la página oficial de la Autoridad Portuaria de Ceuta o en sitios similares Desde Málaga y Algeciras opera un servicio de helicóptero de pasajeros hasta el helipuerto de Ceuta. Este servicio efectúa en la línea Ceuta-Málaga cuatro trayectos diarios en cada sentido desde las 7:15 h de la mañana hasta las 20:15 h., con una duración de 35 minutos; mientras que el trayecto entre Algeciras-Ceuta transcurre en 7 minutos. Tanto desde Málaga como desde Algeciras parten trenes y autobuses hacia diversos puntos de España, siendo posible desplazarse hasta Madrid y Barcelona en tren de alta velocidad desde la malagueña estación de Málaga-María Zambrano.

#### Desde Marruecos
Desde Marruecos, el único medio de transporte para desplazarse a Ceuta es en vehículo privado o cruzando a pie la frontera. Las principales ciudades marroquíes más cercanas son Tetuán, situada a 40 km, y Tánger, a 68 km.
Desde Rabat y Casablanca el viaje en coche hasta Ceuta requiere alrededor de 4 horas.

#### Transporte urbano
El transporte urbano está servido por 9 líneas de autobús, que realizan los siguientes recorridos:
- Línea 1: Circunvalación Bda. San Amaro
- Línea 2: Plaza de la Constitución-Bda. Zurrón
- Línea 3: Plaza de la Constitución-Bda. la Libertad
- Línea 4: Plaza de la Constitución-Mutua de Ceuta
- Línea 5: Plaza de la Constitución-Bda. Benzú
- Línea 6: Plaza de la Constitución-Bda. Juan Carlos I
- Línea 7: Plaza de la Constitución-Frontera del Tarajal
- Línea 8: Plaza de la Constitución-Bda. Príncipe Alfonso
- Línea 9: Plaza de la Constitución-Recinto Sur

## Economía

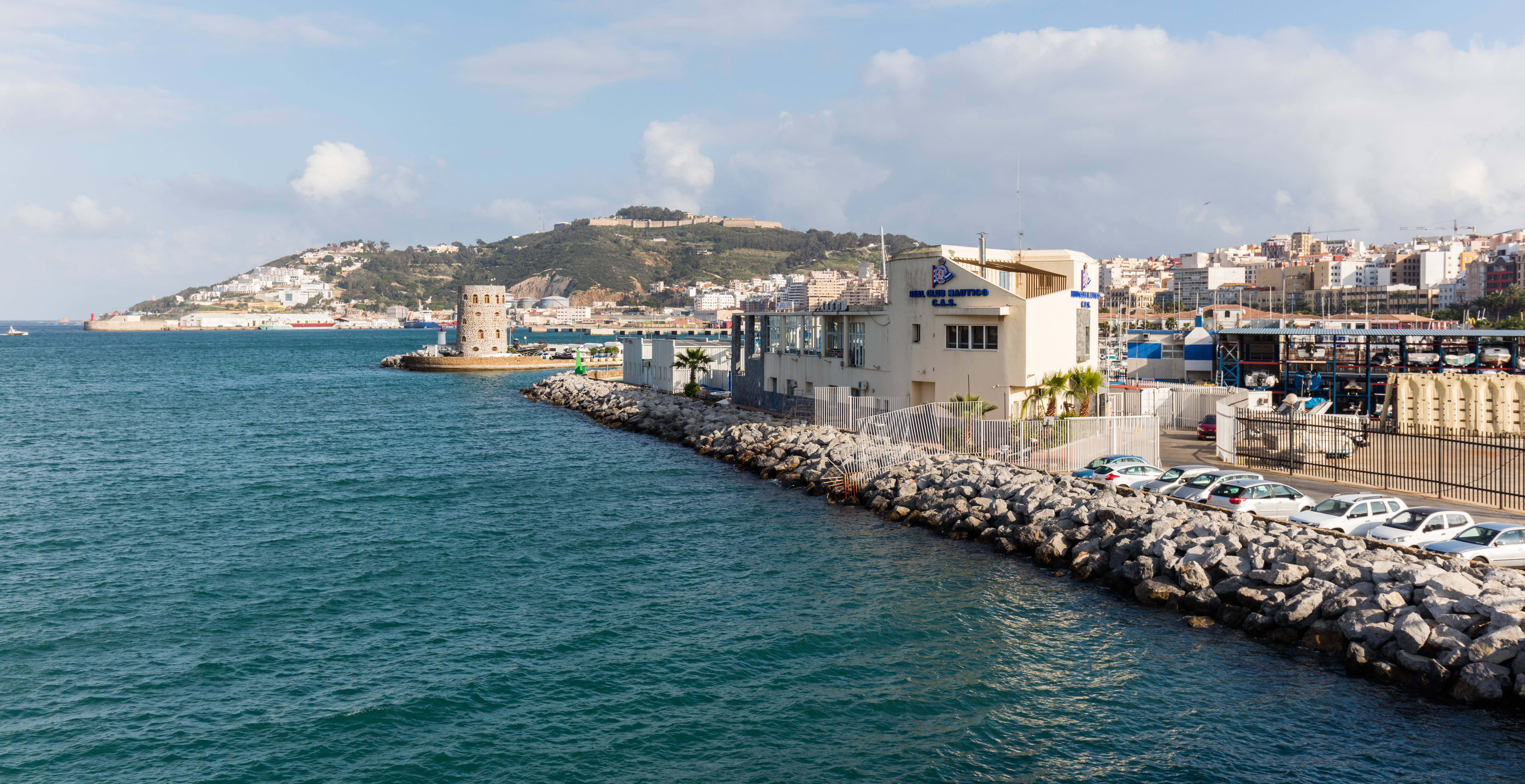
Vista costera

En la economía de Ceuta destaca el enorme peso que tiene en ella el sector terciario. Apenas existe la agricultura ni la ganadería, por lo que la pesca es la única actividad de importancia en el sector primario. La accidentada orografía y la escasez de agua, energía y materias primas han impedido un mayor desarrollo de la ciudad. Asimismo, tanto el sector secundario como el de la construcción son muy restringidos debido a la carestía del territorio, a pesar de que este último sector ha conocido un notable desarrollo durante los últimos años. Ceuta, al igual que Melilla, tiene el estatus de puerto franco. Asimismo, tiene una serie de ventajas fiscales, como bonificaciones en algunos impuestos. No está constituido el IVA, y le es devuelto el 50 % del capital en impuestos directos.

### Evolución de la deuda viva
El concepto de deuda viva contempla solo las deudas con cajas y bancos relativas a créditos financieros, valores de renta fija y préstamos o créditos transferidos a terceros, excluyéndose, por tanto, la deuda comercial. La deuda viva municipal por habitante en 2014 ascendía a 2583,77 €.
| Gráfica de evolución de la deuda viva de la Asamblea entre 2008 y 2023                        |
|                                                                                               |
| Deuda viva de la Asamblea de Ceuta, en miles de euros, según datos del Ministerio de Hacienda |

## Cultura

### Museos

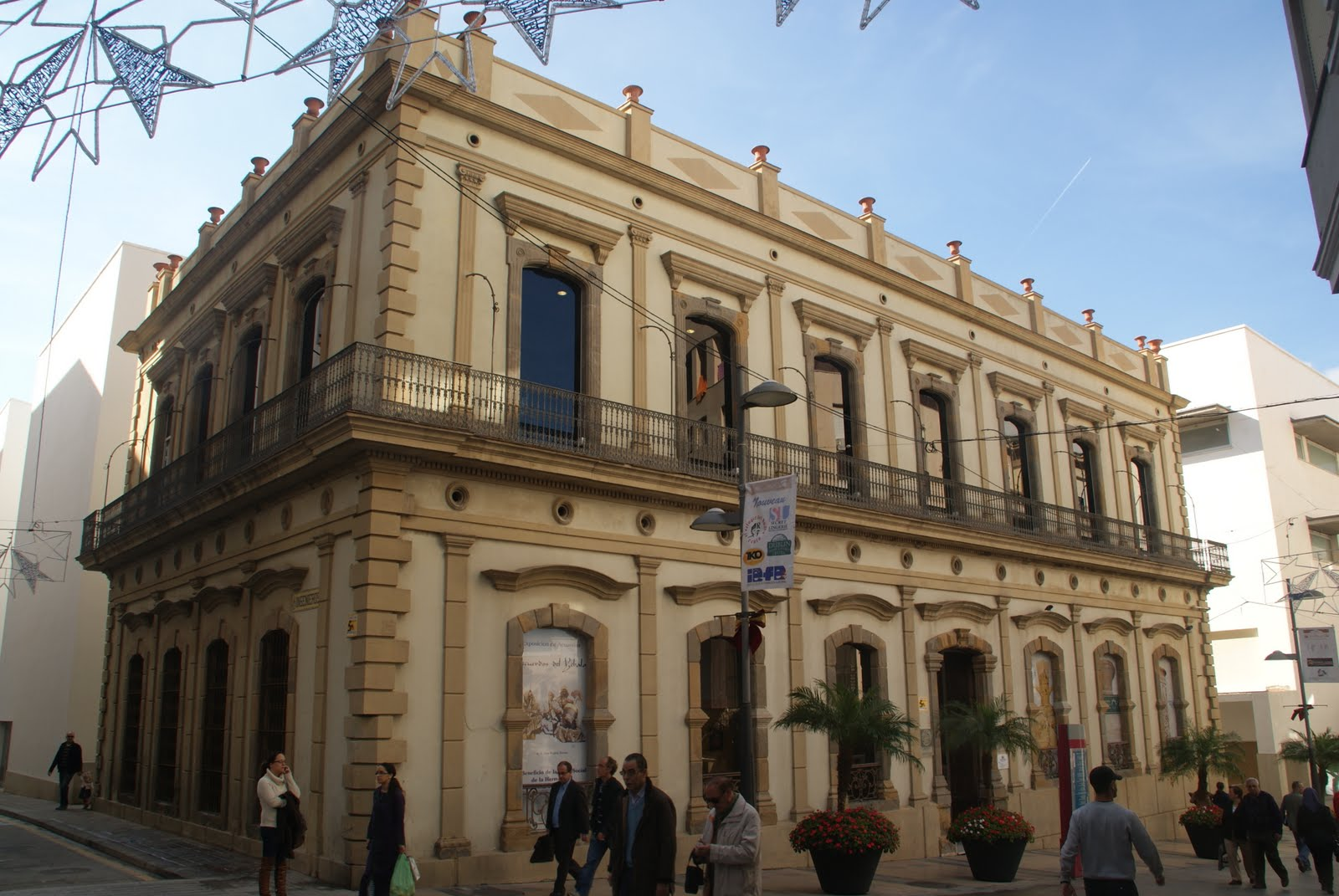
Museo municipal

- Museo de la Basílica Tardorromana: alrededor de la basílica tardorromana de Ceuta, hoy declarada Bien de Interés Cultural y fechada en el siglo IV se levanta este moderno museo, que tiene la concepción de Pabellón del Tiempo. En él pueden admirarse, entre otras piezas, el sarcófago romano descubierto en la década de 1970 en la plaza de la Constitución, así como diferentes tipos de enterramientos, piezas de la Madrasa al-Yadida y cerámicas de diferentes épocas. La propia basílica, con su ábside y enterramiento principal, cuenta también con un aljibe medieval perfectamente conservado (inaugurado el 1 de noviembre de 2006).
- Museo Militar del Castillo del Desnarigado: fuerte con antecedentes de los siglos X y XVI. El actual es de estilo neomedieval (siglo XIX). Contiene colecciones de objetos relativos a la historia militar de Ceuta.
- Museo Militar de La Legión: contiene una colección de objetos de los Tercios Legionarios.
- Museo Militar de Regulares: contiene una colección de objetos del Cuerpo de Regulares.
- Museo Militar de Caballería: contiene una colección de objetos del Cuerpo de Caballería.
- Museo de la Autoridad Portuaria: contiene una colección de objetos relacionados con la historia del puerto de Ceuta.
- Museo Catedralicio: la Catedral cuenta con un pequeño museo entre cuyas piezas están sus casullas y capas pluviales de los siglos XVI al XIX, varios incunables, cantores, bulas y tallas.

### Salas de exposiciones
- Pabellón Militar del Cuartel del Revellín: edificio construido en 1900, situado en pleno centro urbano. Alberga el Instituto de Estudios Ceutíes y dos salas de exposiciones temporales.
- Revellín de San Ignacio: se encuentra ubicado en una fortificación del siglo XVIII, en la plaza de Armas del conjunto monumental de las murallas reales y alberga exposiciones temporales de arte.
- Revellín del Ángulo de San Pablo: con la exposición Las 7 esencias de Ceuta.

### Fiestas y conmemoraciones señaladas

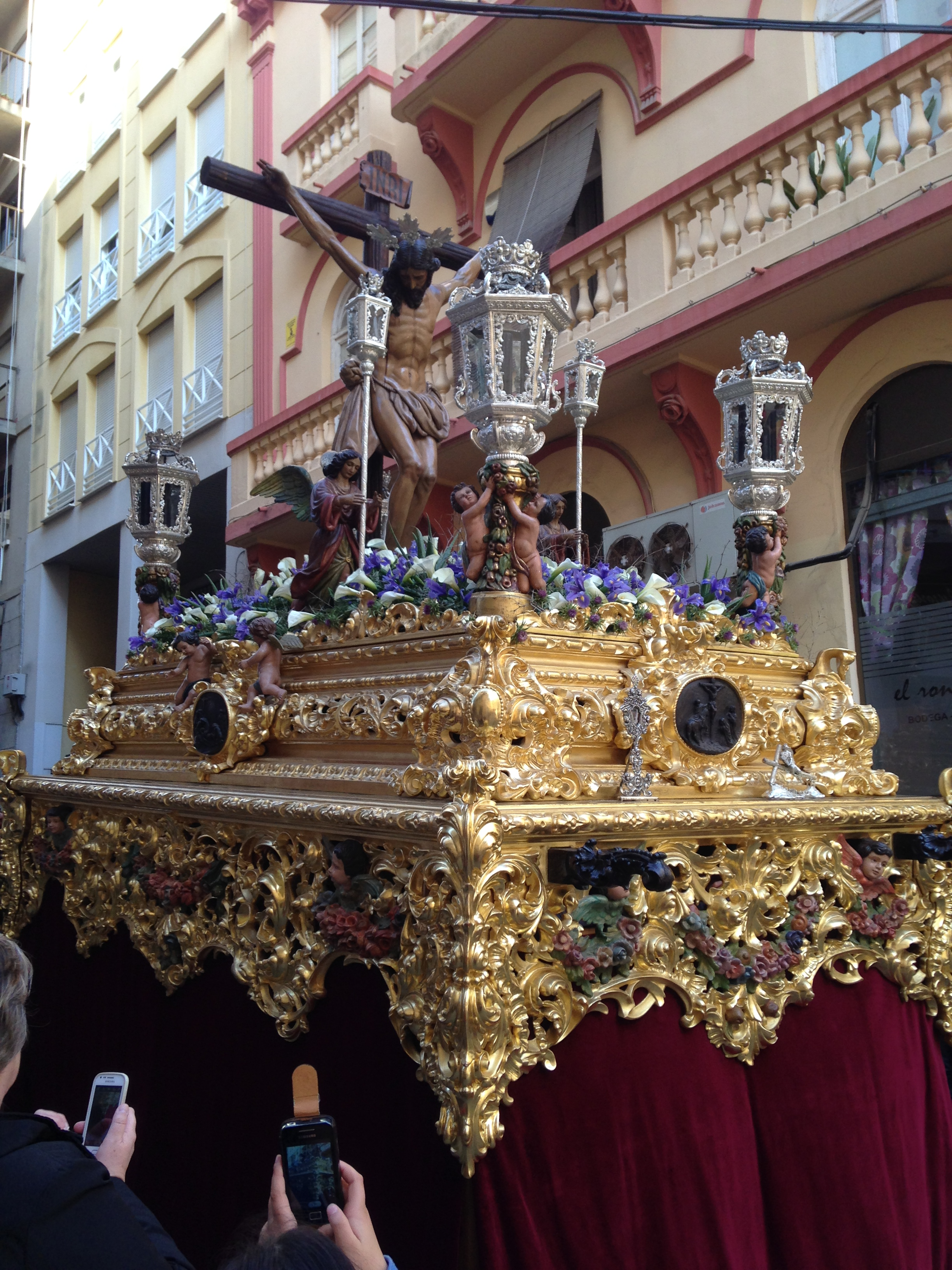
Santísimo Cristo de la Buena Muerte en la calle Isabel Cabral

- Febrero: carnaval, que comienza un domingo con la tradicional 'mejilloná', donde se pueden degustar platos de mejillones gratuitamente y disfrutar de las actuaciones de las Agrupaciones en sus diferentes modalidades. El sábado de la semana siguiente se llevará a cabo el Concurso de Agrupaciones Carnavalescas en las modalidades de Cuarteto, Chirigota y Comparsa. El domingo justo después del concurso de agrupaciones, se celebra 'el dominguito'. Durante la semana posterior al concurso los diferentes grupos cantarán por los bares de la ciudad, siendo el sábado la Gran Cabalgata de disfraces, donde finaliza nuestro carnaval.
- Semana Santa con sus hermandades y cofradías. La Semana Santa ceutí cuenta con 14 hermandades que procesionan desde el Domingo de Ramos hasta el Domingo de Resurrección, y que discurren por las calles de la ciudad, realizando estación de penitencia a la Catedral y una carrera oficial por el paseo Alcalde Sánchez Prados, conocida como la Gran Vía, por donde pasan todas las Hermandades. Días previos al inicio de la Semana Santa se producen distintos traslados de Hermandades hacia sus Casas Hermandades u Oratorios desde donde salen en su procesión, siendo el traslado más destacada el del Medinaceli, que baja desde el barrio del Príncipe hasta las Puertas del Campo para su procesión.
- 13 de junio: Día de la romería de San Antonio de Padua.
- 5 de agosto: Día de la patrona de la ciudad (Virgen de África).
- Primeros de agosto: fiestas patronales en honor a Santa María de África.
- 2 de septiembre: Día de Ceuta.
- 10 de octubre: Día del patrón de la ciudad (San Daniel).
- 1 de noviembre: Día de Todos Los Santos y Día de la Mochila; día festivo en el que a la tradición de visitar el cementerio para depositar flores en las tumbas de los difuntos, se le suma la tradición del Día de la Mochila, en el que los ceutíes acuden al campo con frutas del tiempo y frutos secos.
- El Eid al Adha.[59] Conocida también como 'fiesta del sacrificio' o 'fiesta del cordero', es una de las fiestas más importantes del calendario musulmán. Su fecha varía ya que se rige por el calendario lunar. Tiene estatus oficial, reconocido desde el año 2010, primera vez que una fiesta religiosa no-católica es oficialmente celebrada en España desde la Reconquista.

Cada comunidad celebra sus fiestas, como el Januca hebreo el Diwali hindú o la Aid-al Kebir también llamada Pascua del Sacrificio o fiesta del Cordero, siendo ésta la única festividad de una comunidad no cristiana que goza de reconocimiento oficial desde el año 2010 en el calendario laboral.

### Gastronomía

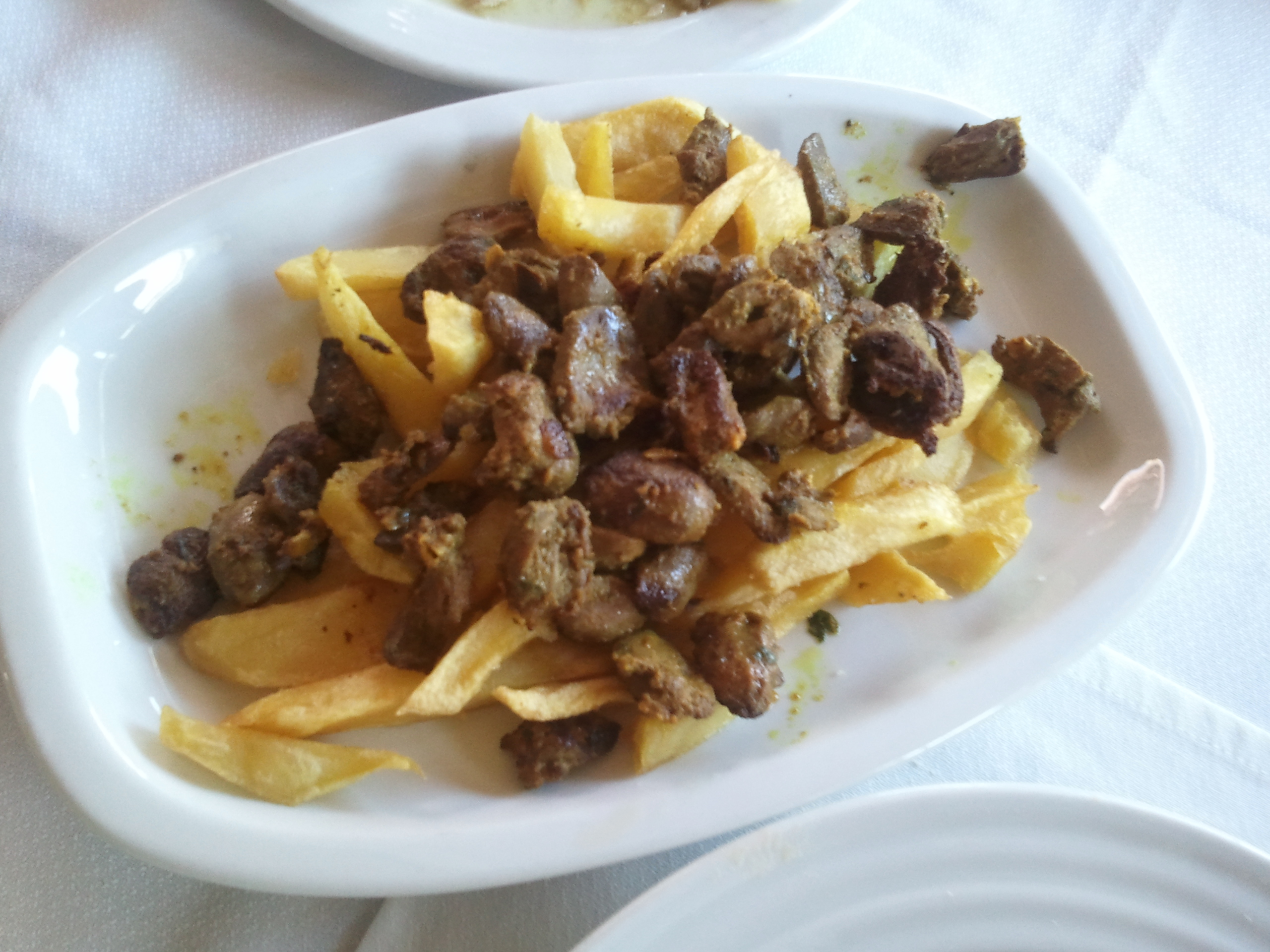
Corazones de pollo

La gastronomía ceutí está influenciada por la cocina andaluza y árabe. Destaca principalmente por sus mariscos y sus pescados, tanto frescos, que podemos encontrarlo en los grandes mercados de la ciudad, como en salazón, que se encuentran en las 'volaeras', situadas en las explanadas de la playa El Chorrillo como por ejemplo, -el bonito, el volaó-. 
Sus costas salpicadas de calas y rocas hacen que la pesca submarina sea considerada excepcional por su rica flora y fauna marina.
También son característicos los pinchos morunos y los bocadillos denominados camperos (bocadillo hecho con pan moruno, a los que se le suele añadir pinchos de pollo o ternera, filete de pollo, hamburguesa o lomo de cerdo). Además, se pueden encontrar los tradicionales corazones de pollo, y chumbos cuando es la temporada. En los últimos tiempos tiene gran influencia la comida hindú y la hebrea.

### Deporte

#### Fútbol
La ciudad de Ceuta ha tenido varios equipos representativos a lo largo de su historia. El primero en destacar fue el Ceuta Sport, fundado en 1932 y que en 1941 cambió su nombre a Sociedad Deportiva Ceuta. Fue el club más laureado del Campeonato Hispanomarroquí, así como el primer equipo ceutí en participar en la Copa del Rey y en alcanzar la liga de segunda división, llegando a disputar el ascenso a Primera. En 1956 se fusionó con el Atlético Tetuán y formó el Club Atlético de Ceuta, que también jugó varias temporadas en la segunda división de España, disputando en una ocasión el ascenso a primera división. El equipo cayó a categorías regionales a finales de la años 1960.
En 1970 se creó la Agrupación Deportiva Ceuta, que llegó a competir una temporada en la segunda división de España, antes de desaparecer en 1992 por problemas económicos. En 1996 se fundó la Asociación Deportiva Ceuta, equipo que nunca ha superado la segunda división B. En la temporada 2001-02 obtuvo un subcampeonato en el grupo cuarto de la segunda división B. Disputó un total de cinco fases de ascenso a la segunda división, enfrentándose a equipos de la talla del Racing de Ferrol, Hércules de Alicante, Pontevedra y Girona Fútbol Club entre otros. En la temporada 2011-2012, sufrió un descenso administrativo a la Tercera División debido a los problemas económicos y la imposibilidad de hacer frente a los pagos de los jugadores. A la temporada siguiente, la Asociación Deportiva Ceuta decide fusionarse con el Atlético Ceuta, campeón de la Regional Preferente de Ceuta y recién ascendido a Tercera, debido a la inviabilidad que supondría mantener a dos equipos de una misma ciudad en la misma categoría nacional. Este hecho supone la desaparición de la Asociación Deportiva Ceuta. En la temporada 2013-14, el Atlético Ceuta decide cambiar su denominación, suponiendo la desaparición de este, sustituyéndola por Agrupación Deportiva Ceuta Fútbol Club (AD. Ceuta FC), máximo representante actual de la ciudad en el aspecto futbolístico, el cual compite en el grupo X de tercera división. Hasta el momento ha cosechado un 4.º y un 5.º puesto, disputando una fase de ascenso a 2.ª B, pero quedó apeado por el Laredo.
Cabe destacar la eterna rivalidad con el Algeciras, equipo con el que disputa el derbi del Estrecho.

#### Fútbol sala
Uno de los clubes deportivos de la ciudad es el Unión África Ceutí, que participa en la actualidad en segunda división. Disputa sus partidos como local en el Pabellón Guillermo Molina Ríos, con capacidad para 1000 espectadores.
La ciudad también cuenta con el Camoens en segunda división nacional de fútbol sala femenino.

### Medios de comunicación

#### Periódicos
Aparte de los periódicos de difusión nacional tanto generalistas como deportivos, existen dos periódicos locales: El Faro y El Pueblo de Ceuta.

#### Televisión
Se emiten todas las cadenas de ámbito nacional, así como la cadena pública andaluza, Canal Sur Televisión. La ciudad cuenta con una cadena local y una nacional. Radio Televisión Española en Ceuta cuenta con su programación local, en Radio Nacional de España y Televisión Española. Además, Televisión Española en Andalucía emite una noticia diaria sobre Ceuta.
- Radio Televisión Ceuta
- Radio Televisión Española

#### Radio
Se pueden sintonizar todas las emisoras de ámbito nacional, que cuentan con ediciones locales. En el caso de las emisoras musicales se reciben desde Algeciras. La ciudad tiene a su vez una radio de ámbito local:
- Radio Televisión Ceuta

## Ciudades hermanadas
- Aci Catena (Italia)
- Algeciras (España)[65]
- Alhaurín de la Torre (España)[66]
- Cádiz (España)[67]
- Ronda (España)[68]
- El Burgo (España)[69]
- Guadalajara (México)
- Melilla (España)
- Santarém (Portugal)